# Cricket World Cup 2023
Der ICC Men’s Cricket World Cup 2023 (Hindi २०२३ क्रिकेट विश्व कप) wurde vom 5. Oktober bis zum 19. November in Indien ausgetragen. Ursprünglich war das Turnier zwischen 9. Februar und 26. März 2023 angesetzt, im Juli 2020 wurde das Turnier jedoch auf Oktober und November 2023 verschoben, nachdem sich die Qualifikation aufgrund der weltweiten COVID-19-Pandemie verzögert hatte. Es war der 13. Cricket World Cup im vierjährlichen Turnierzyklus im One-Day International-Format (ODI), der vom Weltverband International Cricket Council (ICC) organisiert wird, und vierte in Indien. Das Land war bereits 1987 (gemeinsam mit Pakistan), 1996 (gemeinsam mit Pakistan und Sri Lanka) und 2011 (gemeinsam mit Bangladesch und Sri Lanka) Mitgastgeber; nur England trug mehr Turniere aus. Es war das erste Turnier mit Indien als alleiniger Gastgeber und das dritte, das von einem Gastgeberland allein ausgetragen wurde; die ersten beiden Turniere 1975 und 1979 wurden in England ausgetragen.
Das Turnierformat von 2019 blieb unverändert und zehn Cricket-Nationalmannschaften nahmen am Cricket World Cup 2023 teil: Der Gastgeber Indien, die sieben besten Mannschaften der
Cricket World Cup Super League 2020–2023 (Afghanistan, Australien, Bangladesch, England, Neuseeland, Pakistan und Südafrika), sowie die zwei besten Mannschaften des Cricket World Cup Qualifier 2023 (Niederlande und Sri Lanka). Während des Cricket World Cup 2023 wurden 48 Spiele absolviert, darunter 45 in der Vorrunde und drei in der Finalrunde, einschließlich des Finales. Das Turnier begann am 5. Oktober mit dem Eröffnungsspiel zwischen England und Neuseeland im Narendra Modi Stadium in Ahmedabad. Alle Mannschaften wurden einer Gruppe zugeordnet, wobei jedes Team einmal gegen die anderen der Gruppe antrat. Die vier besten Mannschaften der Gruppe erreichen hiernach das Halbfinale, dessen Gewinner im Finale am 19. November im Narendra Modi Stadium in Ahmedabad aufeinandertrafen, während sich die sieben besten Mannschaften zusammen mit dem Gastgeber Pakistan automatisch für die Champions Trophy 2025 qualifizierten. Dieser World Cup wurde im One-Day International-Format ausgetragen, wobei jedes Team jeweils ein Innings über maximal 50 Over bestritt. England war der Titelverteidiger nach dem Gewinn des Cricket World Cup 2019 gegen Neuseeland im engsten Finale bisher (offiziell ein Unentschieden).
Australien, Indien, Neuseeland und Südafrika erreichten das Halbfinale. Indien besiegte Neuseeland und Australien Südafrika, wonach Australien das Finale im Narendra Modi Stadium in Ahmedabad gegen den Gastgeber Indien mit sechs und damit seinen sechsten Titel gewann. Nach dem Turnier 2003 in Südafrika, Simbabwe und Kenia war dies das zweite Aufeinandertreffen beider Mannschaften in einem Finale, das ebenfalls von Australien gewonnen wurde. Der Titelverteidiger England schied bereits in der Vorrunde aus.
Der International Cricket Council hatte vor dem Cricket World Cup 2015 angekündigt, dass lediglich die zehn besten Cricketnationen an den Turnieren 2019 und 2023 teilnehmen durften. Dies zog große Kritik auf sich, da vor allem die Associate Member des ICC fürchteten, dass sie von der Qualifikation zum World Cup hinter den Test-Nationen zurückfallen würden. Begründet wurde dieser Schritt mit einer besseren Vermarktungsmöglichkeit des Wettbewerbes, da alle Teams dann wettbewerbsfähig wären. Der zweimalige Weltmeister der West Indies qualifizierte sich erstmals nicht für einen Cricket World Cup, damit nimmt erstmals in der Turniergeschichte keine Mannschaft aus Amerika teil.
Der Cricket World Cup 2023 war der erste seit dem Turnier 1992, bei dem jedes Team mindestens einen Sieg in der Vorrunde erzielen konnte. Die 48 Spiele wurden von insgesamt 1.250.307 Zuschauern besucht, die meisten bei einem Cricket World Cup überhaupt.

## Vergabe
Während der Sitzung des International Cricket Council im Juni 2013 in London wurde der Cricket World Cup 2023 an Indien vergeben.

## Teilnehmer

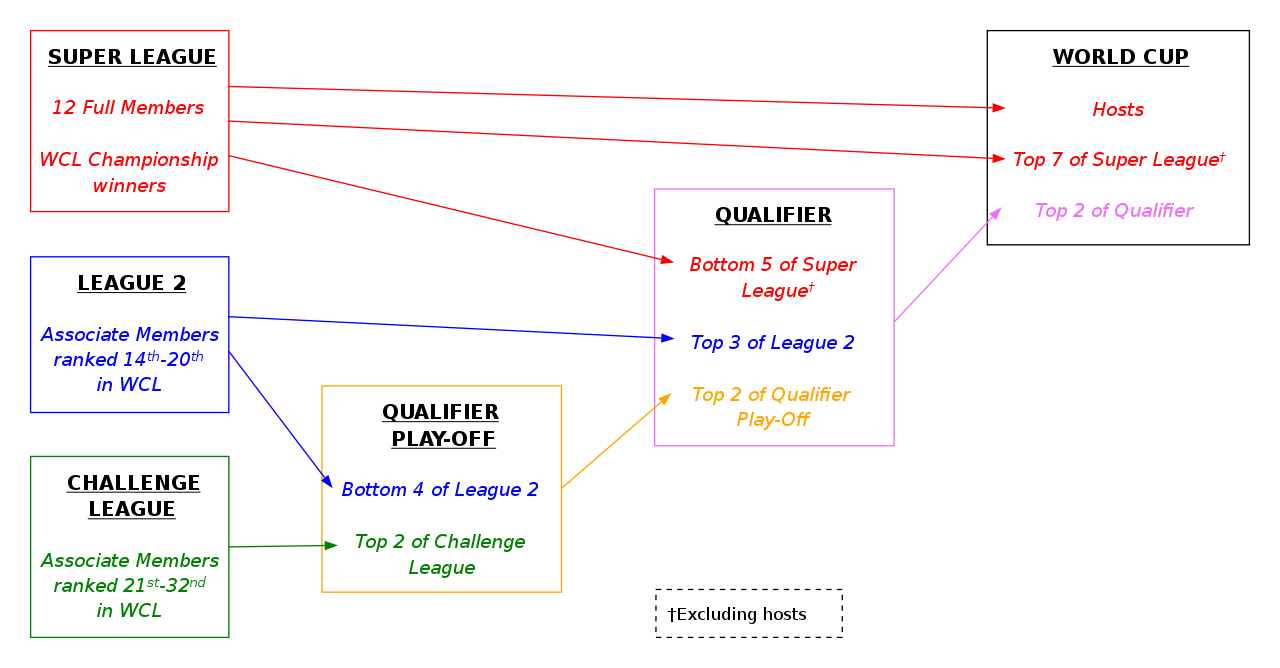
Qualifikationsweg zum ICC Cricket World Cup 2023

Wie schon beim Cricket World Cup 2019 nahmen zehn Teams an dieser Weltmeisterschaft teil. Die Hauptqualifikation ergab sich aus der ICC Cricket World Cup Super League 2020–2023, die von Juli 2020 bis Mai 2023 zwischen den zwölf Testnationen (einschließlich des Gastgebers Indien) und den Niederlanden ausgetragen wurde.
Von den 13 Teilnehmern qualifizierten sich die besten sieben Mannschaften und Gastgeber Indien direkt für den Cricket World Cup. Die verbliebenen zwei Plätze wurden im ICC Cricket World Cup Qualifier 2023 ausgespielt. Dafür qualifizierten sich neben den fünf Mannschaften der Super League, die sich nicht direkt qualifizieren konnten, auch die besten drei Mannschaften aus der erstmals ausgetragenen ICC Cricket World Cup League 2 2019–2023 (Ausgetragen zwischen August 2019 und Januar 2022) zwischen den assoziierten Mitgliedern mit vorübergehenden ODI-Status (die Niederlande spielten in der Super League). Die verbliebenen zwei Plätze für den Qualifier wurden durch ein Play-Off Turnier zwischen den nichtqualifizierten Mannschaften der Cricket World Cup League 2 und den beiden besten Mannschaften der ICC Cricket World Cup Challenge League 2019–2022 bestimmt.
32 Nationalmannschaften nahmen an der Qualifikation um die zwei verbliebenen Plätze für den Cricket World Cup teil, wovon schließlich zehn am Cricket World Cup Qualifier 2023 in Simbabwe teilnahmen. Sri Lanka qualifizierte sich als erste Mannschaft, nachdem es Simbabwe mit neun Wickets besiegte. Nachdem Schottland die West Indies mit sieben Wickets besiegte, konnte sich der zweimalige Weltmeister erstmals nicht für einen Cricket World Cup qualifizieren. Nachdem Schottland auch Simbabwe mit 31 Runs besiegte, verpasste Simbabwe seinen zweiten Cricket World Cup nacheinander. Erstmals konnten sich drei Mannschaften mit Test-Cricket-Status – Irland, Simbabwe und die West Indies – nicht für einen Cricket World Cup qualifizieren, während es zwei assoziierten Mitgliedern – Niederlande und Schottland – in der Qualifikation gelang, diese drei Vollmitglieder hinter sich zu lassen und den letzten verbleibenden Platz unter sich ausmachten. Die Niederlande sicherten sich den letzten und zehnten Startplatz, nachdem sie Schottland mit vier Wickets bezwangen. Bis auf die Niederlande, die die West Indies ersetzten, waren die teilnehmenden Nationen fast die gleichen wie beim World Cup vor vier Jahren.
Nachdem sich das Board of Control for Cricket in India (BCCI) weigerte, eine Mannschaft für den Asia Cup 2023 nach Pakistan zu entsenden, drohte das Pakistan Cricket Board (PCB) damit, den Cricket World Cup in Indien zu boykottieren. Im Juni 2023 wurde dieser Disput mit der Ankündigung des Asian Cricket Council (ACC) aufgelöst, den Asia Cup mit einem hybriden Model, wie vom pakistanischen Verband vorgeschlagen, auszutragen, wobei neun der 13 Spiele in Sri Lanka stattfanden.

Teilnehmende Länder des Cricket World Cups 2023; insgesamt 32 Teams nahmen teil.
Gastgeber
Qualifiziert über ICC Cricket World Cup Super League
Qualifiziert über Qualifier
Nicht Qualifiziert über Qualifier
Keine Teilnahme

| Land        | Qualifikationsgrundlage                      | Turnierteilnahmen | Letztmalige Teilnahme | Bestes Ergebnis                            |
| ----------- | -------------------------------------------- | ----------------- | --------------------- | ------------------------------------------ |
| Indien      | Gastgeber                                    | 13                | 2019                  | Weltmeister (1983, 2011)                   |
| Afghanistan | ICC Cricket World Cup Super League 2020–2023 | 3                 | 2019                  | Vorrunde (2015, 2019)                      |
| Australien  | ICC Cricket World Cup Super League 2020–2023 | 13                | 2019                  | Weltmeister (1987, 1999, 2003, 2007, 2015) |
| Bangladesch | ICC Cricket World Cup Super League 2020–2023 | 7                 | 2019                  | Viertelfinale (2015)                       |
| England     | ICC Cricket World Cup Super League 2020–2023 | 13                | 2019                  | Weltmeister (2019)                         |
| Neuseeland  | ICC Cricket World Cup Super League 2020–2023 | 13                | 2019                  | Finalist (2015, 2019)                      |
| Pakistan    | ICC Cricket World Cup Super League 2020–2023 | 13                | 2019                  | Weltmeister (1992)                         |
| Südafrika   | ICC Cricket World Cup Super League 2020–2023 | 9                 | 2019                  | Halbfinale (1992, 1999, 2007, 2015)        |
| Niederlande | ICC Cricket World Cup Qualifier 2023         | 5                 | 2011                  | Vorrunde (1996, 2003, 2007, 2011)          |
| Sri Lanka   | ICC Cricket World Cup Qualifier 2023         | 13                | 2019                  | Weltmeister (1996)                         |

## Austragungsorte
Am 21. März 2023 legte das Board of Control for Cricket in India eine Liste von zwölf indischen Stadien für den Cricket World Cup 2023 vor. Am 27. Juni 2023 folgten dann die Spielansetzungen, für die zehn Stadien Berücksichtigung fanden. So fielen aus der Vorauswahl Indore, Guwahati und Rajkot, jedoch wurde mit Pune ein neuer Austragungsort berücksichtigt. Das Narendra Modi Stadium in Ahmedabad mit einer Kapazität von 132.000 Zuschauern trug erstmals ein Finale eines Cricket World Cup aus. Die zwei Halbfinals wurden jeweils im Wankhede Stadium in Mumbai und Eden Gardens in Kolkata ausgetragen, während das Finale im Narendra Modi Stadium in Ahmedabad stattfand.
Der BCCI finanzierte die Renovierung der Stadien. Beim Himachal Pradesh Cricket Association Stadium wurden die Grasoberfläche, das Entwässerungssystem, die Sitzplätze und Gästetribünen erneuert. Beim Wankhede Stadium wurden das Außenfeld, die Flutlichter, die Firmenlogen und Toiletten renoviert. Das M. A. Chidambaram Stadium erhielt neue Flutlichtanlagen und zwei Wickets wurden verlegt.
Da der Cricket World Cup 2023 im Herbst stattfand, erließ der ICC Protokolle um den Einfluss von Feuchtigkeit — einschließlich Tau und Regen — auf die Zustände der Pitches zu vermindern, sodass die zweite Schlagmannschaft nicht bevorteilt wurde (wie zuletzt geschehen beim T20 World Cup 2021). Dazu gehörte ein spezielles Benetzungsmittel und die Verlegung der Boundary auf etwa 70 m von der Pitch entfernt, sowie mehr Gras darauf, was Seam Bowling gegenüber Spin Bowling bevorteilte.
| Mumbai |

| Dharamsala |

| Kolkata |

| Neu-Delhi |

| Hyderabad |

| Chennai |

| Bengaluru |

| Lucknow |

| Pune |

| Ahmedabad |

| Mumbai |

| Dharamsala |

| Kolkata |

| Neu-Delhi |

| Hyderabad |

| Chennai |

| Bengaluru |

| Lucknow |

| Pune |

| Ahmedabad |

## Format
Der Cricket World Cup 2023 wurde zwischen zehn verschiedenen Mannschaften über 46 Spiele ausgetragen. Er begann am 5. Oktober 2023 im Narendra Modi Stadium in Ahmedabad mit dem Eröffnungsspiel zwischen England und Neuseeland. Das Turnier endete am 19. November im denselben Stadion mit dem Finale zwischen Australien und Indien, wobei Australien die ICC Cricket World Cup Trophy gewann. Ein ähnliches Format kam beim Cricket World Cup 1992 zu Anwendung, damals nahmen jedoch neun statt zehn Mannschaften teil; dasselbe Turnierformat wurde beim Cricket World Cup 2019 angewendet, einschließlich derselben Anzahl Mannschaften (zehn).

### Spielplan
Der International Cricket Council gab den Spielplan am 27. Juni 2023, genau 100 Tage vor Beginn des Turnieres, bekannt. Am 9. August 2023 wurden neun Spiele, einschließlich das zwischen Indien und Pakistan, vom ICC neu terminiert. Die Eröffnungszeremonie war ursprünglich für den 4. Oktober im Narendra Modi Stadium in Ahmedabad geplant, wurde jedoch von den Organisatoren gestrichen und durch eine Pressekonferenz mit den zehn Mannschaftskapitänen ersetzt. Die nachfolgende Tabelle zeigt das tägliche Programm des Cricket World Cup 2023. Dabei steht ein rotes Kästchen für die Schlusszeremonie, ein violettes Kästchen für Vorrundenspiele, ein grünes Kästchen für Finalrundenspiele und ein gelbes Kästchen für das Finale.
| Vorrunde Oktober             | Do. 5. | Fr. 6. | Sa. 7. | So. 8. | Mo. 9. | Di. 10. | Mi. 11. | Do. 12. | Fr. 13. | Sa. 14. | So. 15. | Mo. 16. | Di. 17. | Mi. 18. | Do. 19. | Fr. 20. | Sa. 21. | So. 22. | Mo. 23. | Di. 24. | Mi. 25. | Do. 26. | Fr. 27. | Sa. 28. | So. 29. | Mo. 30. | Di. 31. |
| ---------------------------- | ------ | ------ | ------ | ------ | ------ | ------- | ------- | ------- | ------- | ------- | ------- | ------- | ------- | ------- | ------- | ------- | ------- | ------- | ------- | ------- | ------- | ------- | ------- | ------- | ------- | ------- | ------- |
| Vorrunde                     | 1      | 1      | 2      | 1      | 1      | 2       | 1       | 1       | 1       | 1       | 1       | 1       | 1       | 1       | 1       | 1       | 2       | 1       | 1       | 1       | 1       | 1       | 1       | 2       | 1       | 1       | 1       |
| Vorrunde/Finalrunde November | Mi. 1. | Do. 2. | Fr. 3. | Sa. 4. | So. 5. | Mo. 6.  | Di. 7.  | Mi. 8.  | Do. 9.  | Fr. 10. | Sa. 11. | So. 12. | Mo. 13. | Di. 14. | Mi. 15. | Do. 16. | Fr. 17. | Sa. 18. | So. 19. |         |         |         |         |         |         |         |         |
| Vorrunde                     | 1      | 1      | 1      | 2      | 1      | 1       | 1       | 1       | 1       | 1       | 2       | 1       |         |         |         |         |         |         |         |         |         |         |         |         |         |         |         |
| Zeremonie                    |        |        |        |        |        |         |         |         |         |         |         |         |         |         |         |         |         |         |         |         |         |         |         |         |         |         |         |
| Finalrunde                   |        |        |        |        |        |         |         |         |         |         |         |         |         |         | 1       | 1       |         |         | 1       |         |         |         |         |         |         |         |         |

| Farblegende  |
| Schlussfeier |
| Vorrunde     |
| Finalrunde   |
| Finale       |

### Vorrunde
Der Cricket World Cup 2023 wurde mit demselben Turnierformat wie 2019 gespielt. Jede der zehn Mannschaften bestritt gegen jede andere jeweils ein Spiel. Für einen Sieg gab es zwei Tabellenpunkte, für ein Unentschieden oder No Result einen Punkt, für eine Niederlage keinen Punkt. Hatten zwei Mannschaften dieselbe Anzahl an Tabellenpunkten, wurde der Tabellenrang anhand der Net Run Rate, gefolgt von der Net Bowl Rate und dem direkten Vergleich ermittelt.
Am Ende der Vorrunde qualifizierten sich die vier besten Mannschaften für die Finalrunde.

### Finalrunde
Ab dieser Phase nahm das Turnier ein K.-o.-System an, für das sich die vier besten Mannschaften der Gruppe qualifizierten. Jedes Spiel musste zwingend mit einem Sieg enden. Gab es nach beiden Innings keinen Sieger, wurde das Spiel durch ein Super Over entschieden.

### Einfluss auf die Qualifikation zur Champions Trophy 2025
Die sieben besten Mannschaften qualifizierten sich zusammen mit dem Gastgeber Pakistan automatisch für die Champions Trophy 2025. Diese waren Afghanistan, Australien, Bangladesch, England, Indien, Neuseeland und Südafrika.

## Schiedsrichter
Der ICC verkündete am 8. September 2023 die Schiedsrichter des Turniers. Dabei wählten sie vier Referees aus dem Elite Panel of ICC Match Referees, sechzehn Umpires aus dem Elite Panel of ICC Umpires und International Panel of ICC Umpires. Die ausgewählten Spieloffiziellen sind:
| Name                  | Land                | Funktion/Panel |
| --------------------- | ------------------- | -------------- |
| Jeff Crowe            | Neuseeland          | Referee        |
| Andy Pycroft          | Simbabwe            | Referee        |
| Richi Richardson      | Antigua und Barbuda | Referee        |
| Javagal Srinath       | Indien              | Referee        |
| Chris Brown           | Neuseeland          | Umpire         |
| Kumar Dharmasena      | Sri Lanka           | Umpire         |
| Marais Erasmus        | Südafrika           | Umpire         |
| Chris Gaffaney        | Neuseeland          | Umpire         |
| Michael Gough         | England             | Umpire         |
| Adrian Holdstock      | Südafrika           | Umpire         |
| Richard Illingworth   | England             | Umpire         |
| Richard Kettleborough | England             | Umpire         |
| Nitin Menon           | Indien              | Umpire         |
| Ahsan Raza            | Pakistan            | Umpire         |
| Paul Reiffel          | Australien          | Umpire         |
| Sharfuddoula          | Bangladesch         | Umpire         |
| Rod Tucker            | Australien          | Umpire         |
| Alex Wharf            | England             | Umpire         |
| Joel Wilson           | Trinidad und Tobago | Umpire         |
| Paul Wilson           | Australien          | Umpire         |

## Mannschaftskader

Gesamtzahl der ODI-Caps aller teilnehmender Mannschaften des Cricket World Cup 2023 zum Turnierbeginn am 5. Oktober 2023, bezugnehmend auf die Spieler, die zum ursprünglichen 15-köpfigen Kader gehörten, der am 28. September 2023 dem ICC vorgelegt wurde.

Die Mannschaften mussten ihren Kader mit 15 Spielern bis zum 28. September 2023 bekannt geben. Indien und Südafrika benannten ihren Kader am 5. September, Australien am 6. September, die Niederlande am 7. September, Neuseeland am 10. September Afghanistan am 13. September, England am 17. September und Bangladesch sowie Sri Lanka am 26. September 2023. Bis zum 26. September wurden alle Kaderlisten veröffentlicht. Der älteste Spieler war der Niederländer Wesley Barresi mit 39 Jahren, während der jüngste Spieler der Afghane Noor Ahmad mit 18 Jahren war.
| Afghanistan | Australien | Bangladesch | England | Indien |
| --- | --- | --- | --- | --- |
| - Hashmatullah Shahidi (K) - Rahmanullah Gurbaz - Ibrahim Zadran - Riaz Hassan - Rahmat Shah - Najibullah Zadran - Mohammad Nabi - Ikram Alikhil - Azmatullah Omarzai - Rashid Khan - Mujeeb Ur Rahman - Noor Ahmad - Fazalhaq Farooqi - Abdul Rahman - Naveen-ul-Haq  | - Pat Cummins (K) - Sean Abbott - Ashton Agar - Alex Carey (wk) - Cameron Green - Josh Hazlewood - Travis Head - Josh Inglis - Marnus Labuschagne - Mitchell Marsh - Glenn Maxwell - Steve Smith - Mitchell Starc - Marcus Stoinis - David Warner - Adam Zampa   | - Shakib Al Hasan (K) - Litton Das (VK) - Anamul Haque - Hasan Mahmud - Mahedi Hasan - Mahmudullah - Mehidy Hasan Miraz - Mushfiqur Rahim (wk) - Mustafizur Rahman - Najmul Hossain Shanto - Nasum Ahmed - Shoriful Islam - Tanzid Hasan - Tanzim Hasan Sakib - Taskin Ahmed - Towhid Hridoy | - Jos Buttler (K, wk) - Moeen Ali - Gus Atkinson - Jonny Bairstow - Harry Brook - Brydon Carse - Sam Curran - Liam Livingstone - Dawid Malan - Adil Rashid - Joe Root - Ben Stokes - Reece Topley - David Willey - Chris Woakes - Mark Wood | - Rohit Sharma (K) - Hardik Pandya (VK) - Ravichandran Ashwin - Jasprit Bumrah - Shubman Gill - Ravindra Jadeja - Shreyas Iyer - Ishan Kishan (wk) - Virat Kohli - Prasidh Krishna - Axar Patel - KL Rahul (wk) - Mohammed Siraj - Mohammed Shami - Shardul Thakur - Kuldeep Yadav - Suryakumar Yadav         |
| Niederlande | Neuseeland | Pakistan | Sri Lanka | Südafrika |
| - Scott Edwards (K, wk) - Colin Ackermann - Shariz Ahmad - Wesley Barresi - Logan van Beek - Aryan Dutt - Sybrand Engelbrecht - Ryan Klein - Bas de Leede - Paul van Meekeren - Roelof van der Merwe - Teja Nidamanuru - Max O’Dowd - Vikramjit Singh - Saqib Zulfiqar | - Kane Williamson (K) - Trent Boult - Mark Chapman - Devon Conway - Lockie Ferguson - Matt Henry - Kyle Jamieson - Tom Latham (wk) - Daryl Mitchell - James Neesham - Glenn Phillips - Rachin Ravindra - Mitchell Santner - Ish Sodhi - Tim Southee - Will Young | - Babar Azam (K) - Abdullah Shafique - Fakhar Zaman - Haris Rauf - Hasan Ali - Iftikhar Ahmed - Imam-ul-Haq - Mohammad Nawaz - Mohammad Rizwan - Mohammad Wasim - Salman Ali Agha - Shadab Khan - Shaheen Afridi - Saud Shakeel - Usama Mir                                                  | - Dasun Shanaka (K) - Kusal Mendis (VK) - Charith Asalanka - Dushmantha Chameera - Dushan Hemantha - Chamika Karunaratne - Dimuth Karunaratne - Lahiru Kumara - Dilshan Madushanka - Angelo Mathews - Pathum Nissanka - Matheesha Pathirana - Kusal Perera (wk) - Kasun Rajitha - Sadeera Samarawickrama (wk) - Dhananjaya de Silva - Maheesh Theekshana - Dunith Wellalage | - Temba Bavuma (K) - Gerald Coetzee - Rassie van der Dussen - Reeza Hendricks - Marco Jansen - Heinrich Klaasen - Quinton de Kock (wk) - Sisanda Magala - Keshav Maharaj - Aiden Markram - David Miller - Lungi Ngidi - Anrich Nortje - Andile Phehlukwayo - Kagiso Rabada - Tabraiz Shamsi - Lizaad Williams |

## Aufwärmspiele
Wie vor großen Turnieren üblich, fanden vor dem World Cup Aufwärmspiele für die Teilnehmer statt, damit diese die Möglichkeit hatten, sich auf die Bedingungen einzustellen. Bei diesen trug jede Mannschaft jeweils zwei Spiele aus. Diese Spiele besaßen keinen ODI-Status.
| 29. September Scorecard | Guwahati | Bangladesch 263 (49.1)          | – | Sri Lanka 264-3 (42) |
|                         |          | Sri Lanka gewinnt mit 7 Wickets |   |                      |

| 29. September Scorecard | Thiruvananthapuram | Südafrika | – | Afghanistan |
|                         |                    | Abgesagt  |   |             |

| 29. September Scorecard | Hyderabad | Pakistan 345-5 (50)              | – | Neuseeland 346-5 (43.4) |
|                         |           | Neuseeland gewinnt mit 5 Wickets |   |                         |

| 30. September Scorecard | Guwahati | Indien    | – | England |
|                         |          | No Result |   |         |

| 30. September Scorecard | Thiruvananthapuram | Australien 166-7 (23/23) | – | Niederlande 84-6 (14.2/23) |
|                         |                    | No Result                |   |                            |

| 2. Oktober Scorecard | Guwahati | Bangladesch 188-9 (37/37)                  | – | England 197-6 (24.1/37) |
|                      |          | England gewinnt mit 4 Wickets (D/L method) |   |                         |

| 2. Oktober Scorecard | Thiruvananthapuram | Neuseeland 321-6 (50)                      | – | Südafrika 211-4 (37/37) |
|                      |                    | Neuseeland gewinnt mit 7 Runs (D/L method) |   |                         |

| 3. Oktober Scorecard | Guwahati | Sri Lanka 294 (46.2)                           | – | Afghanistan 261-4 (38.1/42) |
|                      |          | Afghanistan gewinnt mit 6 Wickets (D/L method) |   |                             |

| 3. Oktober Scorecard | Thiruvananthapuram | Indien   | – | Niederlande |
|                      |                    | Abgesagt |   |             |

| 3. Oktober Scorecard | Hyderabad | Australien 351-7 (50)          | – | Pakistan 337 (47.4) |
|                      |           | Australien gewinnt mit 14 Runs |   |                     |

## Vorrunde

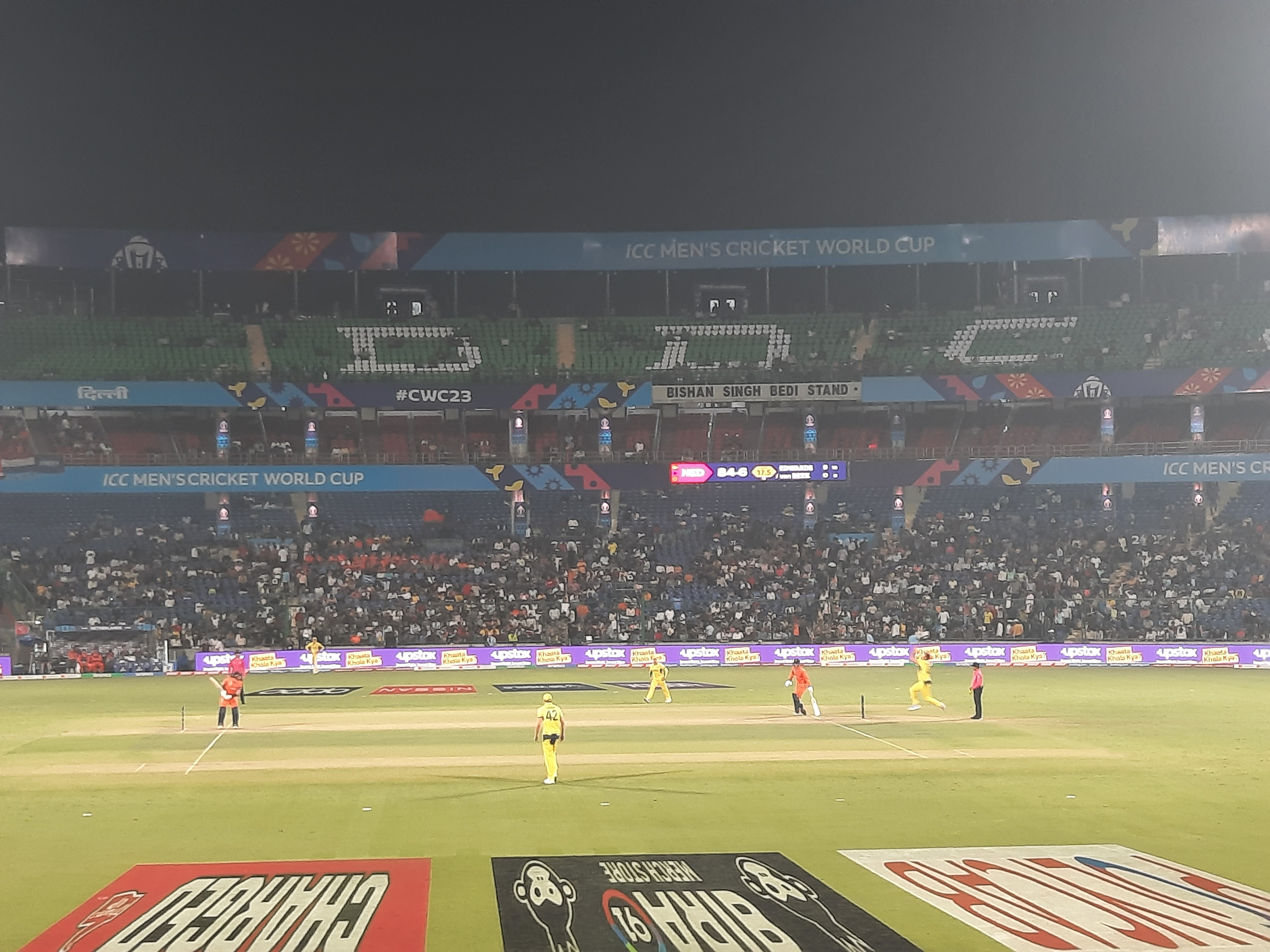
Spiel zwischen Australien und den Niederlanden am 25. Oktober

In der Vorrunde qualifizierten sich die besten vier Teams für das Halbfinale. Die besten sieben Mannschaften qualifizierten sich zusammen mit dem Gastgeber Pakistan für die Champions Trophy 2025.
Tabelle
| Vorrunde    | Sp. | S | N | NR | P  | NRR    |
| ----------- | --- | - | - | -- | -- | ------ |
| Indien      | 9   | 9 | 0 | 0  | 18 | +2.670 |
| Südafrika   | 9   | 7 | 2 | 0  | 14 | +1.261 |
| Australien  | 9   | 7 | 2 | 0  | 14 | +0.841 |
| Neuseeland  | 9   | 5 | 4 | 0  | 10 | +0.743 |
| Pakistan    | 9   | 4 | 5 | 0  | 8  | –0.199 |
| Afghanistan | 9   | 4 | 5 | 0  | 8  | –0.336 |
| England     | 9   | 3 | 6 | 0  | 6  | –0.572 |
| Bangladesch | 9   | 2 | 7 | 0  | 4  | –1.087 |
| Sri Lanka   | 9   | 2 | 7 | 0  | 4  | –1.419 |
| Niederlande | 9   | 2 | 7 | 0  | 4  | –1.825 |

Spiele
| 5. Oktober Scorecard | Ahmedabad | England 282-9 (50)               | – | Neuseeland 283-1 (36.2) |
|                      |           | Neuseeland gewinnt mit 9 Wickets |   |                         |

Neuseeland gewann den Münzwurf und entschied sich als Feldmannschaft zu beginnen. Für England begannen die Eröffnungs-Batter Jonny Bairstow und Dawid Malan. Malan erreichte 14 Runs, woraufhin sich Joe Root etablierte. Nachdem Bairstow nach 33 Runs sein Wicket verlor, erzielten an der Seite von Root Harry Brook 15, Moeen Ali 11, Jos Buttler 43 und Liam Livingstone 20 Runs. Nachdem Root nach einem Fifty über 77 Runs ausgeschieden war, erreichte Chris Woakes 11 und Sam Curran 14 Runs. Daraufhin beendeten Adil Rashid (15* Runs) und Mark Wood (13* Runs) das Innings und stellten dabei eine Vorgabe von 283 Runs für Neuseeland auf. Bester neuseeländischer Bowler war Matt Henry mit 3 Wickets für 48 Runs. Nachdem Neuseeland früh ein Wicket verloren hatte, konnten sich Devon Conway und Rachin Ravindra als Partnerschaft etablieren. Diese konnten dann im 37. Over die Vorgabe einholen. Conway erzielte dabei ein Century über 152 Runs aus 121 Bällen, Ravindra ebenfalls eines über 123 Runs aus 96 Bällen. Das englische Wicket erzielte Sam Curran. Als Spieler des Spiels wurde Rachin Ravindra ausgezeichnet.
| 6. Oktober Scorecard | Hyderabad | Pakistan 286 (49)            | – | Niederlande 205 (41) |
|                      |           | Pakistan gewinnt mit 81 Runs |   |                      |

Die Niederlande gewannen den Münzwurf und entschieden sich, als Feldmannschaft zu beginnen. Für Pakistan begannen die Eröffnungs-Batter Fakhar Zaman und Imam-ul-Haq. Zaman schied nach 12 und Imam-ul-Haq nach 15 Runs aus. Daraufhin bildete sich eine Partnerschaft zwischen Mohammad Rizwan und Saud Shakeel. Beide erreichten jeweils ein Fifty über 68 Runs, bevor Mohammad Nawaz und Shadab Khan ins Spiel kamen. Khan verlor sein Wicket nach 32 Runs und nachdem Shaheen Afridi ins Spiel kam, schied auch Nawaz nach 39 Runs aus. Dem hineinkommenden Haris Rauf gelangen noch 16 Runs, bevor das letzte Wicket des Innings fiel. Bis dahin hatte Afridi 13* Runs erzielt. Bester niederländischer Bowler war Bas de Leede mit 4 Wickets für 62 Runs. Für die Niederlande konnte sich Eröffnungs-Batter Vikramjit Singh etablieren und an seiner Seite Colin Ackermann 17 Runs erreichen. Daraufhin kam Bas de Leede ins Spiel und Singh verlor sein Wicket nach einem Fifty über 52 Runs. An der Seite von de Lede erreichte Saqib Zulfiqar 10 Runs, bevor auch dieser nach einem Fifty über 67 Runs ausschied. Daraufhin erzielte Logan van Beek bis zum Fall des letzten Wickets noch 28* Runs. Bester pakistanischer Bowler war Haris Rauf mit 3 Wickets für 43 Runs. Als Spieler des Spiels wurde Saud Shakeel ausgezeichnet.
| 7. Oktober Scorecard | Dharamsala | Afghanistan 156 (37.2)            | – | Bangladesch 158-4 (34.4) |
|                      |            | Bangladesch gewinnt mit 6 Wickets |   |                          |

Bangladesch gewann den Münzwurf und entschied sich, als Feldmannschaft zu beginnen. Für Afghanistan formten die Eröffnungs-Batter Rahmanullah Gurbaz und Ibrahim Zadran die erste Partnerschaft. Zadran schied nach 22 Runs aus und die ihm folgenden Rahmat Shah und Hashmatullah Shahidi erreichten jeweils 18 Runs. Daraufhin verlor auch Gurbaz nach 47 Runs sein Wicket und von den verbliebenen Battern erreichte Azmatullah Omarzai 22 Runs, bevor das letzte Wicket im 38. Over fiel. Beste bangladeschische Bowler waren Mehidy Hasan Miraz mit 3 Wickets für 25 Runs und Shakib Al Hasan mit 3 Wickets für 30 Runs. Für Bangladesch formten dann Eröffnungs-Batter Litton Das und der dritte Schlagmann Mehidy Hasan Miraz eine Partnerschaft. Das verlor sein Wicket nach 13 Runs und wurde gefolgt durch Najmul Hossain Shanto. Nachdem Miraz nach einem Fifty über 57 Runs ausschied, erreichte Shakib Al Hasan 14 Runs, bevor Shanto nach einem Half-Century über 59 Runs die Vorgabe im 35. Over einholen konnte. Die afghanischen Wickets erzielten Mohammad Nabi, Fazalhaq Farooqi und Azmatullah Omarzai. Als Spieler des Spiels wurde Mehidy Hasan Miraz ausgezeichnet.
| 7. Oktober Scorecard | Delhi | Südafrika 428-5 (50)           | – | Sri Lanka 326 (44.5) |
|                      |       | Südafrika gewinnt mit 102 Runs |   |                      |

Sri Lanka gewann den Münzwurf und entschied sich als Feldmannschaft zu beginnen. Für Südafrika bildete Eröffnungs-Batter Quinton de Kock zusammen mit dem dritten Batter Rassie van der Dussen eine Partnerschaft. De Kock schied nach einem Century über 100 Runs aus 84 Bällen aus und wurde durch Aiden Markram ersetzt. Van der Dussen erreichte ebenfalls ein Century über 108 Runs aus 110 Bällen und an der Seite von Markram erreichte Heinrich Klaasen 32 Runs. Markram verlor sein Wicket nach einem Century über 106 Runs aus 54 Bällen, woraufhin David Miller und Marco Jansen das Innings beendeten. Miller erreichte dabei 39* Runs und Jansen 12* Runs. Bester sri-lankischer Bowler war Dilshan Madushanka mit 2 Wickets für 86 Runs. Für Sri Lanka bildete der dritte Schlagmann Kusal Mendis zusammen mit dem vierten Sadeera Samarawickrama eine Partnerschaft. Mendis verlor sein Wicket nach einem Fifty über 76 Runs und wurde ersetzt durch Charith Asalanka. Nachdem Samarawickrama nach 23 Runs ausschied, folgte ihm Dhananjaya de Silva mit 11 Runs. Asalanka bildete daraufhin eine Partnerschaft mit Dasun Shanaka. Nachdem Asalanka ein Fifty über 79 Runs erzielte kom Kasun Rajitha ins spiel. Shanaka konnte daraufhin ein Fifty über 68 Runs erzielen und Rajitha schied dann nach 33 Runs aus, was nicht ausreichte, um die Vorgabe zu gefährden. Bester südafrikanischer Bowler war Gerald Coetzee mit 3 wickets für 68 Runs. Als Spieler des Spiels wurde Aiden Markram ausgezeichnet.
| 8. Oktober Scorecard | Chennai | Australien 199 (49.3)        | – | Indien 201-4 (41.2) |
|                      |         | Indien gewinnt mit 6 Wickets |   |                     |

Australien gewann den Münzwurf und entschied sich als Schlagmannschaft zu beginnen. Für sie konnte Eröffnungs-Batter David Warner mit dem dritten Schlagmann Steve Smith eine Partnerschaft bilden. Warner schied nach 41 Runs aus und wurde durch Marnus Labuschagne ersetzt. Smith erreichte dann 46 Runs und Labuschagne 15. Ihnen folgte Glenn Maxwell mit 15 Runs, bevor Pat Cummins zusammen mit Mitchell Starc eine weitere Partnerschaft formte. Cummins erreichte dann 15 Runs und Starc verlor im letzten Over das letzte Wicket des Innings nach 28 Runs. Bester indischer Bowler war Ravindra Jadeja mit 3 Wickets für 28 Runs. Indien verlor dann früh drei Wickets, bevor Virat Kohli zusammen mit KL Rahul eine Partnerschaft formte. Kohli erzielte ein Fifty über 85 Runs und wurde gefolgt durch Hardik Pandya, der zusammen mit Rahul die Vorgabe einholte. Rahul erzielte dabei ein Fifty über 97* Runs, Pandya 11* Runs. Bester australischer Bowler war Josh Hazlewood mit 3 Wickets für 38 Runs. Als Spieler des Spiels wurde KL Rahul ausgezeichnet.
| 9. Oktober Scorecard | Hyderabad | Neuseeland 322-7 (50)          | – | Niederlande 223 (46.3) |
|                      |           | Neuseeland gewinnt mit 99 Runs |   |                        |

Die Niederlande gewannen den Münzwurf und entschieden sich als Feldmannschaft zu beginnen. Für Neuseeland bildeten die Eröffnungs-Batter Devon Conway und Will Young eine Partnerschaft. Conway erreichte 32 Runs und wurde durch Rachin Ravindra ersetzt. Young erreichte ein Fifty über 70 Runs und nachdem Daryl Mitchell ins Spiel kam, schied Ravindra nach einem Fifty über 51 Runs aus. Daraufhin etablierte sich Tom Latham und nachdem Mitchell nach 48 Runs sein Wicket verlor kam Mitchell Santner aufs Feld. Latham erzielte ein Fifty über 53 Runs und Santner beendete das Innings zusammen mit Matt Henry. Santner erreichte dabei 36* und Henry 10* Runs. Beste niederländische Bowler waren mit jeweils zwei Wickets Roelof van der Merwe (für 56 Runs), Paul van Meekeren (für 59 Runs) und Aryan Dutt für 62 Runs. Die Niederlande begann mit Vikramjit Singh und Max O’Dowd. Singh schied nach 12 Runs aus und wurde durch Colin Ackermann ersetzt. O’Dowd erreichte 16 Runs, und an der Seite von Ackermann konnte Bas de Leede 18 und Teja Nidamanuru 21 Runs erreichen. Daraufhin kam Scott Edwards ins Spiel, und Ackermann verlor sein Wicket nach einem Fifty über 69 Runs. Nachdem Sybrand Engelbrecht ins Spiel kam, schied Edwards nach 30 Runs aus. Engelbrecht erzielte daraufhin 29 und Aryan Dutt 11 Runs. Beste neuseeländische Bowler waren Mitchell Santner mit 5 Wickets für 59 Runs und Matt Henry mit 3 Wickets für 40 Runs. Als Spieler des Spiels wurde Mitchell Santner ausgezeichnet.
| 10. Oktober Scorecard | Dharamsala | England 364-9 (50)           | – | Bangladesch 227 (48.2) |
|                       |            | England gewinnt mit 137 Runs |   |                        |

Bangladesch gewann den Münzwurf und entschied sich als Feldmannschaft zu beginnen. Für England bildeten die Eröffnungs-Batter Jonny Bairstow und Dawid Malan eine Partnerschaft. Bairstow schied nach einem Fifty über 52 Runs aus und wurde ersetzt durch Joe Root. Malan verlor dann nach einem Century über 140 Runs aus 107 Bällen sein Wicket und der ihm folgende Jos Buttler erzielte 20 Runs. Nachdem Harry Brook ins Spiel kam, schied Root nach einem Fifty über 82 Runs aus. In der Folge erzielte Brook 20, Sam Curran und Adil Rashid 11, sowie Chris Woakes 14 Runs und erhöhten so die Vorgabe auf 365 Runs. Beste bangladeschische Bowler waren Mahedi Hasan mit 4 Wickets für 71 Runs und Shoriful Islam mit 3 Wickets für 75 Runs. Für Bangladesch konnte Eröffnungs-Batter Litton Das zusammen mit dem sechsten Schlagmann Mushfiqur Rahim eine Partnerschaft formen. Das schied nach einem Fifty über 76 Runs aus und wurde gefolgt durch Towhid Hridoy. Rahim verlor sein Wicket nach einem Fifty über 51 Runs, und nachdem Hridoy nach 39 Runs ausschied, tat dies auch Mahedi Hasan nach 14 Runs. Daraufhin kamen Taskin Ahmed und Shoriful Islam ins Spiel. Islam erreichte 12 Runs und Ahmed verlor dann das letzte Wicket des Innings nach 15 Runs. Bester englischer Bowler war Reece Topley mit 4 Wickets für 43 Runs. Als Spieler des Spiels wurde Dawid Malan ausgezeichnet.
| 10. Oktober Scorecard | Hyderabad | Sri Lanka 344-9 (50)           | – | Pakistan 345-4 (48.2) |
|                       |           | Pakistan gewinnt mit 6 Wickets |   |                       |

Sri Lanka gewann den Münzwurf und entschied sich als Schlagmannschaft zu beginnen. Für sie bildete Eröffnungs-Batter Pathum Nissanka und der dritte Schlagmann Kusal Mendis eine Partnerschaft. Nissanka erreichte ein Fifty über 51 Runs und wurde ersetzt durch Sadeera Samarawickrama. Mendis konnte ein Century über 122 Runs aus 77 Bällen erreichen, und an der Seite von Samarawickrama erzielte Dhananjaya de Silva 25 und Dasun Shanaka 12 Runs. Nachdem Samarawickrama nach einem Century über 108 Runs aus 89 Bällen sein Wicket verlor, konnte Dunith Wellalage bis zum letzten Ball noch 10 Runs erreichen und so die Vorgabe auf 345 Runs erhöhen. Bester pakistanischer Bowler war Hasan Ali mit 4 Wickets für 71 Runs. Für Pakistan konnte sich Eröffnungs-Batter Abdullah Shafique etablieren und an seiner Seite Imam-ul-Haq 12 und Babar Azam 10 Runs erzielen. Nachdem Mohammad Rizwan ins Spiel kam, verlor Shafique nach einem Century über 113 Runs aus 103 Bällen sein Wicket. Diesem folgte Saud Shakeel, der 31 Runs erreichte. Daraufhin konnte Rizwan zusammen mit Iftikhar Ahmed die Vorgabe im vorletzten Over einholen. Rizwan erzielte dabei ein Century über 131* Runs aus 121 Bällen und Ahmed 22* Runs. Bester sri-lankischer Bowler war Dilshan Madushanka mit 2 Wickets für 60 Runs. Als Spieler des Spiels wurde Mohammad Rizwan ausgezeichnet.
| 11. Oktober Scorecard | Delhi | Afghanistan 272-8 (50)       | – | Indien 273-2 (35) |
|                       |       | Indien gewinnt mit 8 Wickets |   |                   |

Afghanistan gewann den Münzwurf und entschied sich als Schlagmannschaft zu beginnen. Für sie bildeten die Eröffnungs-Batter Rahmanullah Gurbaz und Ibrahim Zadran eine Partnerschaft. Zadran schied nach 22 Runs aus und nachdem Rahmat Shah ins Spiel kam erreichte Gurbaz 21 und Shah 16 Runs. Daraufhin formten Hashmatullah Shahidi und Azmatullah Omarzai eine Partnerschaft. Omarzai erzielte ein Fifty über 62 Runs und wurde gefolgt durch Mohammad Nabi. Shahidi gelang ein Fifty über 80 Runs und Nabi konnte 19 Runs erreichen. In der Folge erreichte Rashid Khan dann 16 und Mujeeb Ur Rahman konnte bis zum Ende des Innings 10* Runs erzielen. Bester indischer Bowler war Jasprit Bumrah mit 4 Wickets für 39 Runs. Für Indien begannen Rohit Sharma und Ishan Kishan. Nachdem Kishan nach 47 Runs sein Wicket verlor kam Virat Kohli aufs Feld. Sharma schied nach einem Century über 131 Runs aus 84 Bällen aus und für ihn folgte Shreyas Iyer. Kohli (55* Runs) und Iyer (25* Runs) konnten dann die Vorgabe im 35. Over einholen. Bester afghanischer Bowler war Rashid Khan mit 2 Wickets für 57 Runs. Als Spieler des Spiels wurde Rohit Sharma ausgezeichnet.
| 12. Oktober Scorecard | Lucknow | Südafrika 311-7 (50)           | – | Australien 177 (40.5) |
|                       |         | Südafrika gewinnt mit 134 Runs |   |                       |

Australien gewann den Münzwurf und entschied sich als Feldmannschaft zu beginnen. Für Südafrika bildeten die Eröffnungs-Batter Quinton de Kock und Temba Bavuma eine Partnerschaft. Nachdem Bavuma nach 35 Runs sein Wicket verlor, erreichte Rassie van der Dussen 26 Runs. Dieser wurde gefolgt von Aiden Markram. De Kock schied nach einem Century über 109 Runs aus 106 Bällen aus. Nachdem Heinrich Klaasen aufs Feld kam, verlor Markram nach einem Fifty über 56 Runs sein Wicket. In der Folge konnte Klaasen 29, David Miller 17 und Marco Jansen 26 Runs erzielen und so die Vorgabe auf 312 Runs erhöhen. Beste australische Bowler waren Glenn Maxwell mit 2 Wickets für 34 Runs und Mitchell Starc mit 2 Wickets für 53 Runs. Für Australien erreichte Eröffnungs-Batter David Warner 13 Runs, bevor Steve Smith und Marnus Labuschagne eine Partnerschaft formten. Smith schied nach 19 Runs aus, und an der Seite von Labuschagne erreichte Mitchell Starc 27 Runs. Labuschagne schied nach 46 Runs aus, bevor Pat Cummins und Adam Zampa eine weitere Partnerschaft bildete. Cummins schied nach 22 Runs aus, während Zampa ungeschlagene 11* Runs erreichte als das letzte Wicket des innings fiel. Dies war jedoch nicht ausreichend, um die Vorgabe zu gefährden. Bester südafrikanischer Bowler war Kagiso Rabada mit 3 Wickets für 33 Runs. Als Spieler des Spiels wurde Quinton de Kock ausgezeichnet.
| 13. Oktober Scorecard | Chennai | Bangladesch 245-9 (50)           | – | Neuseeland 248-2 (42.5) |
|                       |         | Neuseeland gewinnt mit 8 Wickets |   |                         |

Neuseeland gewann den Münzwurf und entschied sich als Feldmannschaft zu beginnen. Für Bangladesch bildete Eröffnungs-Batter Tanzid Hasan und der dritte Schlagmann Mehidy Hasan Miraz eine Partnerschaft. Hasan schied nach 16 Runs aus, woraufhin Shakib Al Hasan aufs Feld kam. Nachdem Miraz 30 Runs erzielte folgte ihm Mushfiqur Rahim. Al Hasan erzielte in der Folge 40 Runs und nachdem Towhid Hridoy ins Spiel kam, verlor auch Rahim sein Wicket nach einem Fifty über 66 Runs. Nachdem Hridoy nach 13 Runs ausschied, bildeten Mahmudullah und Taskin Ahmed eine Partnerschaft. Ahmed erreichte 17 Runs, und Mahadmadullah beendete das Innings ungeschlagen mit 41 Runs, womit er die Vorgabe auf 246 Runs erhöhte. Bester neuseeländischer Bowler war Lockie Ferguson mit 3 Wickets für 49 Runs. Für Neuseeland formte dann Eröffnungs-Batter Devon Conway und der dritte Schlagmann Kane Williamson eine Partnerschaft. Conway verlor sein Wicket nach 45 Runs und wurde durch Daryl Mitchell ersetzt. Williamson musste dann nach einem Fifty über 78 Runs verletzt aufgeben und für ihn kam Glenn Phillips aufs Feld. Zusammen konnten Mitchell und Phillips dann die Vorgabe im 43. Over einholen. Mitchell erzielte dabei ein Fifty über 89* Runs und Phillips 16* Runs. Die bangladeschischen Wickets erzielten Mustafizur Rahman und Shakib Al Hasan. Als Spieler des Spiels wurde Lockie Ferguson ausgezeichnet.
| 14. Oktober Scorecard | Ahmedabad | Pakistan 191 (42.5)          | – | Indien 192-3 (30.3) |
|                       |           | Indien gewinnt mit 7 Wickets |   |                     |

Indien gewann den Münzwurf und entschied sich als Feldmannschaft zu beginnen. Für Pakistan formten die Eröffnungs-Batter Abdullah Shafique und der dritte Schlagmann Imam-ul-Haq eine Partnerschaft. Shafique erreichte 20 Runs und wurde gefolgt von Babar Azam. Nachdem Imam-ul-Haq nach 36 Runs ausschied, kam Mohammad Rizwan aufs Feld. Rizwan gelangen dann 49 Runs und Azam ein Fifty über 50 Runs. Von den verbliebenen Battern konnte lediglich Hasan Ali mit 12 Runs eine zweistellige Run-Zahl erreichen. Insgesamt erzielten fünf indische Bowler jeweils zwei Wickets. Für Indien konnte sich Eröffnungs-Batter Rohit Sharma etablieren und an seiner Seite Shubman Gill und Virat Kohli jeweils 16 Runs erzielen. Daraufhin kam Shreyas Iyer ins Spiel und Sharma verlor sein Wicket nach 86 Runs. Iyer konnte dann zusammen mit KL Rahul die Vorgabe im 31. Over einholen. Iyer gelang dabei ein Fifty über 53* Runs, Rahul 19 Runs. Bester pakistanischer Bowler war Shaheen Afridi mit 2 Wickets für 36 Runs. Als Spieler des Spiels wurde Jasprit Bumrah ausgezeichnet.
| 15. Oktober Scorecard | Delhi | Afghanistan 284 (49.5)          | – | England 215 (40.3) |
|                       |       | Afghanistan gewinnt mit 69 Runs |   |                    |

England gewann den Münzwurf und entschied sich als Feldmannschaft zu beginnen. Für Afghanistan bildeten die Eröffnungs-Batter Rahmanullah Gurbaz und Ibrahim Zadran eine Partnerschaft. Zadran erzielte 28 Runs und Gurbaz verlor nach einem Fifty über 80 Runs sein Wicket. Daraufhin folgte die Partnerschaft von Hashmatullah Shahidi und Azmatullah Omarzai. Omarzai verlor sein Wicket nach 19 Runs und wurde durch Ikram Alikhil gefolgt. Shahidi schied nach 14 runs aus und an der Seite von Alikhil gelangen Rashid Khan 23 Runs. Nachdem Mujeeb Ur Rahman aufs Feld kam verlor auch Alikhil nach einem Fifty über 58 Runs sein Wicket. Rahman erzielte 28 Runs und so stand die Vorgabe nach Fall des letzten Wickets bei 285 Runs. Bester englischer Bowler war Adil Rashid mit 3 Wickets für 42 Runs. Für England konnte Eröffnungs-Batter Dawid Malan mit dem dritten Schlagmann Joe Root eine Partnerschaft bilden. Root schied nach 11 Runs aus und wurde gefolgt durch Harry Brook. Malan gelangen 32 Runs und an der Seite von Brook erzielten Liam Livingstone und Sam Curran jeweils 10 Runs. Nachdem Adil Rashid ins Spiel kan schied Brook nach einem Fifty über 66 Runs aus. Ihm folgte Mark Wood. Rashid erreichte 20 Runs und Wood verlor das letzte Wicket nach 18 Runs als Reece Topley bei 15* Runs stand. Dies reichte jedoch nicht die Vorgabe zu gefährden. Beste afghanische Bowler waren Rashid Khan mit 3 Wickets für 37 Runs und Mujeeb Ur Rahman mit 3 Wickets für 51 Runs. Letzterer wurde auch als Spieler des Spiels ausgezeichnet.
| 16. Oktober Scorecard | Lucknow | Sri Lanka 209 (43.3)             | – | Australien 215-5 (35.2) |
|                       |         | Australien gewinnt mit 5 Wickets |   |                         |

Sri Lanka gewann den Münzwurf und entschied sich als Schlagmannschaft zu beginnen. Für sie bildeten die Eröffnungs-Batter Pathum Nissanka und Kusal Perera eine Partnerschaft und erzielten zusammen 125 Runs. Daraufhin schied Nissanka nach einem Fifty über 61 Runs aus und auch Perera verlor sein Wicket nach einem Fifty über 78 Runs. Von den verbliebenen Battern konnte lediglich Charith Asalanka 25 Runs erzielen. Im 44. Over fiel das letzte Wicket des Innings und die Vorgabe wurde auf 210 Runs festgesetzt. Bester australischer Bowler war Adam Zampa mit 4 Wickets für 47 Runs. Für Australien begannen Mitchell Marsh und David Warner. Warner schied nach 11 Runs aus und ihm folgte Marnus Labuschagne. Marsh verlor sein Wicket nach einem Fifty über 52 Runs und wurde ersetzt durch Josh Inglis. Labuschagne schied nach 40 Runs aus, und Iglis nach einem Fifty über 58 Runs. Daraufhin konnte Glenn Maxwell zusammen mit Marcus Stoinis die Vorgabe einholen. Maxwell erreichte dabei 31 und Stoinis 20 Runs. Bester sri-lankischer Bowler war Dilshan Madushanka mit 3 Wickets für 38 Runs. Als Spieler des Spiels wurde Adam Zampa ausgezeichnet.
| 17. Oktober Scorecard | Dharmashala | Niederlande 245-8 (43/43)       | – | Südafrika 207 (42.5/43) |
|                       |             | Niederlande gewinnt mit 38 Runs |   |                         |

Auf Grund von Regenfällen wurde das Spiel auf 43 Over pro Seite verkürzt. Südafrika gewann den Münzwurf und entschied sich als Feldmannschaft zu beginnen. Für die Niederlande erreichte Eröffnungs-Batter Max O’Dowd 18 und der dritte Schlagmann Colin Ackermann 12 Runs. Daraufhin formten Sybrand Engelbrecht und Teja Nidamanuru eine Partnerschaft. Engelbrecht erzielte 19 Runs und wurde gefolgt von Scott Edwards. Nachdem Nidamanuru nach 20 Runs sein Wicket verlor erreichten an der Seite von Edwards Logan van Beek 10 und Roelof van der Merwe 29 Runs. Daraufhin konnte Edwards zusammen mit Aryan Dutt das Innings ungeschlagen beenden. Edwards erzielte dabei ein Fifty über 78* Runs und Dutt 23* Runs. Beste südafrikanische Bowler waren mit jeweils zwei Wickets Marco Jansen (für 27 Runs), Kagiso Rabada (für 56 Runs) und Lungi Ngidi für 57 Runs. Für Südafrika bildeten die Eröffnungs-Batter Temba Bavuma und Quinton de Kock eine Partnerschaft. De Kock verlor sein Wicket nach 20 und Bavuma nach 16 Runs. Die nächste Partnerschaft konnten Heinrich Klaasen und David Miller bilden. Klaasen schied nach 28 Runs aus und wurde gefolgt von Gerald Coetzee Nachdem Miller nach 43 Runs sein Wicket verlor, schied auch Coetzee nach 22 Runs. Daraufhin konnte Keshav Maharaj 40 Runs erzielen, was jedoch nicht ausreichte um die Vorgabe einzuholen. Bester Niederländischer Bowler war Logan van Beek mit 3 Wickets für 60 Runs. Als Spieler des Spiels wurde Scott Edwards ausgezeichnet.
| 18. Oktober Scorecard | Chennai | Neuseeland 288-6 (50)           | – | Afghanistan 139 (34.4) |
|                       |         | Neuseeland gewinnt mit 149 Runs |   |                        |

Afghanistan gewann den Münzwurf und entschied sich, als Feldmannschaft zu beginnen. Für Neuseeland begannen die Eröffnungs-Batter Devon Conway und Will Young. Conway schied nach 20 Runs aus und der hineinkommende Rachin Ravindra erreichte 32 Runs. Kurz darauf verlor auch Young nach einem Fifty über 54 Runs sein Wicket. Die nächste Partnerschaft konnten Tom Latham und Glenn Phillips bilden. Phillips schied nach einem Fifty über 71 Runs und Latham nach 68 Runs aus. Daraufhin konnte Mark Chapman bis zum Ende des Innings 25* Runs erzielen. Beste afghanische Bowler waren Naveen-ul-Haq mit 2 Wickets für 48 Runs und Azmatullah Omarzai mit 2 Wickets für 56 Runs. Für Afghanistan eröffneten Rahmanullah Gurbaz und Ibrahim Zadran. Gurbaz konnte dabei 11 Runs erzielen und Zadran 14. Ihnen folgte Rahmat Shah und an seiner Seite erreichte Azmatullah Omarzai 27 Runs. Für ihn kam Ikram Alikhil aufs Feld und Shah schied nach 36 Runs aus. Alikhil konnte dann bis zum Fall des letzten Wickets im 35. Over 19* Runs erreichen. Beste neuseeländische Bowler waren Lockie Ferguson mit 3 Wickets für 19 Runs und Mitchell Santner mit 3 Wickets für 39 Runs. Als Spieler des Spiels wurde Glenn Phillips ausgezeichnet.
| 19. Oktober Scorecard | Pune | Bangladesch 256-8 (50)       | – | Indien 261-3 (41.3) |
|                       |      | Indien gewinnt mit 7 Wickets |   |                     |

Bangladesch gewann den Münzwurf und entschied sich als Schlagmannschaft zu beginnen. Für sie bildeten die Eröffnungs-Batter Tanzid Hasan und Litton Das eine Partnerschaft. Hasan verlor sein Wicket nach einem Fifty über 51 Runs und Das nach 66 Runs. Daraufhin formten Towhid Hridoy und Mushfiqur Rahim eine Partnerschaft. Hridoy schied nach 16 Runs aus und wurde durch Mahmudullah ersetzt. Rahim erreichte 38 Runs und der hineinkommende Nasum Ahmed 14 Runs. Mahmudullah verlor sein Wicket im letzten Over nach 46 Runs und so stieg die Vorgabe auf 257 Runs. Beste indische Bowler mit jeweils zwei Wickets waren Ravindra Jadeja (für 38 Runs), Jasprit Bumrah (für 41 Runs) und Mohammed Siraj (für 60 Runs). Für Indien formten Rohit Sharma und Shubman Gill die erste Partnerschaft. Sharma erzielte 48 Runs und wurde gefolgt durch Virat Kohli. Gill gelang ein Fifty über 53 Runs und nachdem der hineinkommende Shreyas Iyer 19 Runs erreichte, konnte Kohli zusammen mit KL Rahul die Vorgabe im 42. Over einholen. Kohli erzielte dabei ein Century über 103* Runs aus 97 Bällen und Rahul 34* Runs. Bester bangladeschischer Bowler war Mehidy Hasan Miraz mit 2 Wickets für 47 Runs. Als Spieler des Spiels wurde Virat Kohli ausgezeichnet.
| 20. Oktober Scorecard | Bengaluru | Australien 367-9 (50)          | – | Pakistan 305 (45.3) |
|                       |           | Australien gewinnt mit 62 Runs |   |                     |

Pakistan gewann den Münzwurf und entschied sich, als Feldmannschaft zu beginnen. Für Australien bildeten die Eröffnungs-Batter David Warner und Mitchell Marsh eine Partnerschaft und erzielten zusammen 239 Runs. Marsh schied nach einem Century über 121 Runs aus 108 Bällen aus und ihm folgte Marcus Stoinis. Warner erreichte ein Century über 163 Runs aus 124 Bällen, bevor auch er sein Wicket verlor. Der hineinkommende Josh Inglis erzielte 13 Runs und Stoinis schied nach 21 Runs aus. Insgesamt konnte die Vorgabe auf 268 Runs erhöht werden. Beste pakistanische Bowler waren Shaheen Afridi mit 5 Wickets für 54 Runs und Haris Rauf mit 3 Wickets für 83 Runs. Für Pakistan formten die Eröffnungs-Batter Abdullah Shafique und Imam-ul-Haq eine erste Partnerschaft. Shafique erreichte ein Fifty über 64 Runs und Imam-ul-Haq ein solches über 70 Runs. Daraufhin bildeten Babar Azam und Mohammad Rizwan eine Partnerschaft. Azam schied nach 18 Runs aus und der hineinkommende Saud Shakeel erreichte 30 und Iftikhar Ahmed 26 Runs. Kurz darauf verlor auch Rizwan nach 46 Runs sein Wicket. Daraufhin konnte Mohammad Nawaz 14 und Shaheen Afridi 10 Runs erzielen, was jedoch nicht ausreichte, die Vorgabe zu gefährden. Bester australischer Bowler war Adam Zampa mit 4 Wickets für 53 Runs. Als Spieler des Spiels wurde David Warner ausgezeichnet.
| 21. Oktober Scorecard | Lucknow | Niederlande 262 (49.4)          | – | Sri Lanka 263-5 (48.2) |
|                       |         | Sri Lanka gewinnt mit 5 Wickets |   |                        |

Die Niederlande gewannen den Münzwurf und entschieden sich als Schlagmannschaft zu beginnen. Für sie bildeten Eröffnungs-Batter Max O’Dowd und der dritte Schlagmann Colin Ackermann eine Partnerschaft. O’Dowd schied nach 16 Runs aus und Ackermann kurz darauf nach 29. Die nächste Partnerschaft erfolgte zwischen Scott Edwards und Sybrand Engelbrecht. Edwards gelangen 16 Runs, bevor er durch Logan van Beek ersetzt wurde. Engelbrecht erzielte ein Fifty über 70 und van Beek über 59 Runs. Als im letzten Over das letzte Wicket des Innings fiel hatten die Niederlande die Vorgabe auf 263 Runs erhöht. Beste sri-lankische Bowler waren Dilshan Madushanka mit 4 Wickets für 49 Runs und Kasun Rajitha mit 4 Wickets für 50 Runs. Für Sri Lanka konnte sich Eröffnungs-Batter Pathum Nissanka etablieren und an seiner Seite Kusal Mendis 11 runs erzielen. Nachdem Sadeera Samarawickrama aufs Feld kam, schied Nissanka nach einem Fifty über 54 Runs aus. Für ihn folgte Charith Asalanka mit 44 und Dhananjaya de Silva mit 30 Runs erreichte. Samarawickrama konnte dann die Vorgabe ungeschlagen nach einem Half-Century über 91* Runs einholen. Bester niederländischer Bowler war Aryan Dutt mit 3 Wickets für 44 Runs. Als Spieler des Spiels wurde Sadeera Samarawickrama ausgezeichnet.
| 21. Oktober Scorecard | Mumbai | Südafrika 399-7 (50)           | – | England 170 (22) |
|                       |        | Südafrika gewinnt mit 229 Runs |   |                  |

England gewann den Münzwurf und entschied sich als Feldmannschaft zu beginnen. Für Südafrika formte Eröffnungs-Batter Reeza Hendricks und der dritte Schlagmann Rassie van der Dussen eine Partnerschaft. Van Dussen schied nach einem Fifty über 60 Runs us und wurde durch Aiden Markram ersetzt. Nachdem uch Hendricks nach einem Half-Century über 85 Runs sein Wicket verlor, kam Heinrich Klaasen ins Spiel. Markram erreichte daraufhin 42 Runs. Klaasen formte daraufhin eine Partnerschaft mit Marco Jansen. Klaasen schied nach einem Century über 109 Runs aus 67 Runs aus, während Jansen das Innings nach einem Fifty über 75* Runs ungeschlagen beendete. Bester englischer Bowler war Reece Topley mit 3 Wickets für 88 Runs. Für England erreichte Eröffnungs-Batter Jonny Bairstow 10 Runs. Nach dem Verlust weiterer drei Wickets bildeten Harry Brook und Jos Buttler eine Partnerschaft. Butler erzielte dabei 15 und Brooks 17 Runs. Nachdem David Willey 12 und Adil Rashid 10 Runs erreichten, bildete sich eine Partnerschaft zwischen Gus Atkinson und Mark Wood. Atkinson verlor das letzte Wicket des Innings nach 35 Runs, als Wood 43* Runs erzielt hatte. Dies reichte jedoch nicht um die Vorgabe zu gefährden. Bester südafrikanischer Bowler war Gerald Coetzee 3 Wickets für 35 Runs. Als Spieler des Spiels wurde Heinrich Klaasen ausgezeichnet.
| 22. Oktober Scorecard | Dharmashala | Neuseeland 273 (50)          | – | Indien 274-6 (48) |
|                       |             | Indien gewinnt mit 4 Wickets |   |                   |

Indien gewann den Münzwurf und entschied sich, als Feldmannschaft zu beginnen. Für Neuseeland formten Eröffnungs-Batter Will Young und der dritte Schlagmann Rachin Ravindra eine Partnerschaft. Young schied nach 17 Runs aus und wurde durch Daryl Mitchell ersetzt. Ravindra erreichte ein Fifty über 75 Runs und der hineinkommende Glenn Phillips erzielte 23 Runs. Mitchell verlor dann mit dem vorletzten Ball des Innings sein Wicket nach einem Century über 130 Runs aus 127 Bällen und erhöhte so die Vorgabe auf 274 Runs. Bester indischer Bowler war Mohammed Shami mit 5 Wickets für 54 Runs. Für Indien formten Rohit Sharma und Shubman Gill eine erste Partnerschaft. Sharma schied nach 46 und Gill nach 26 Runs aus. Daraufhin etablierte sich Virat Kohli und an seiner Seite erzielten Shreyas Iyer 33 und KL Rahul 27 Runs. Nachdem Ravindra Jadeja ins Spiel kam, verlor Kohli kurz vor Erreichen der Vorgabe sein Wicket nach einem Fifty über 95 Runs. Jadeja gelang dann, die Vorgabe nach 39* Runs im vorletzten Over zu erreichen. Bester neuseeländischer Bowler war Lockie Ferguson mit 2 Wickets für 63 Runs.
| 23. Oktober Scorecard | Chennai | Pakistan 282-7 (50)               | – | Afghanistan 286-2 (49) |
|                       |         | Afghanistan gewinnt mit 8 Wickets |   |                        |

Pakistan gewann den Münzwurf und entschied sich, als Schlagmannschaft zu beginnen. Für sie formten die Eröffnungs-Batter Abdullah Shafique und Imam-ul-Haq eine Partnerschaft. Imam-ul-Haq schied nach 17 Runs aus und wurde durch Babar Azam ersetzt. Nachdem Shafique nach einem Fifty über 58 Runs ausschied, konnte Saud Shakeel 25 Runs erzielen. Ihm folgte Shadab Khan und Azam verlor sein Wicket nach einem Fifty über 74 Runs. An der Seite von Khan erreichte Iftikhar Ahmed 40 Runs und mit dem letzten Ball schied Khan ebenfalls nach 40 Runs aus. Die Vorgabe wurde für Afghanistan damit auf 283 Runs gesetzt. Bester afghanischer Bowler war Noor Ahmed mit 3 Wickets für 49 Runs. Für Afghanistan begannen Rahmanullah Gurbaz und Ibrahim Zadran und erzielten eine Partnerschaft über 130 Runs. Gurbaz erreichte dabei ein Fifty über 65 Runs und wurde durch Rahmat Shah ersetzt. Zadran konnte ein Half-Century über 87 Runs erzielen und Shah gelang es danach zusammen mit Hashmatullah Shahidi, die Vorgabe einzuholen. Shah gelang dabei ein Fifty über 77* Runs und Shahidi 48* Runs. Die pakistanischen Wickets erzielten Hasan Ali und Shaheen Afridi. Als Spieler des Spiels wurde Ibrahim Zadran ausgezeichnet.
| 24. Oktober Scorecard | Mumbai | Südafrika 382-5 (50)           | – | Bangladesch 233 (46.4) |
|                       |        | Südafrika gewinnt mit 149 Runs |   |                        |

Südafrika gewann den Münzwurf und entschied sich, als Schlagmannschaft zu beginnen. Für sie konnte sich Eröffnungs-Batter Quinton de Kock etablieren und an seiner Seite Reeza Hendricks 12 und Aiden Markram ein Fifty über 60 Runs erzielen. Daraufhin kam Heinrich Klaasen ins Spiel. De Kock verlor sein Wicket nach einem Century über 174 Runs aus 140 Bällen und wurde durch David Miller ersetzt. Klaasen schied im letzten Over nach einem Fifty über 90 Runs aus, woraufhin Miller das Innings ungeschlagen mit 34* Runs beendete und so die Vorgabe auf 383 Runs erhöhte. Bester bangladeschischer Bowler war Hasan Mahmud mit 2 Wickets für 67 Runs. Für Bangladesch formten Tanzid Hasan und Litton Das eine Partnerschaft. Hasan schied nach 12 Runs aus und Das nach 22 Runs. Daraufhin etablierte sich Mahmudullah und an seiner Seite erzielte Mehidy Hasan Miraz 11, Nasum Ahmed 19 und Hasan Mahmud 15 Runs. Nachdem Mahmudullah nach einem Century über 111 Runs aus 111 Bällen ausschied, verlor auch Rahamn nach 11 Runs sein Wicket und Bangladesch verfehlte die Vorgabe klar. Bester südafrikanischer Bowler war Gerald Coetzee mit 3 Wickets für 62 Runs. Als Spieler des Spiels wurde Quinton de Kock ausgezeichnet.
| 25. Oktober Scorecard | Delhi | Australien 399-8 (50)           | – | Niederlande 90 (21) |
|                       |       | Australien gewinnt mit 309 Runs |   |                     |

Australien gewann den Münzwurf und entschied sich, als Schlagmannschaft zu beginnen. Für sie konnte Eröffnungs-Batter David Warner zusammen mit dem dritten Schlagmann Steve Smith eine Partnerschaft bilden. Smith schied nach einem Fifty über 71 Runs aus und nach ihm konnten Marnus Labuschagne 62 und Josh Inglis 14 Runs erreichen. Warner verlor kurz darauf sein Wicket nach einem Century über 104 Runs aus 93 Bällen. Daraufhin kam Glenn Maxwell ins Spiel und nachdem Pat Cummins aufs Feld kam, schied Maxwell nach einem Century über 106 Runs aus 44 Bällen aus. Cummins beendete das Innings ungeschlagen mit 12* Runs und erreichte so eine Vorgabe für die Niederlande von 400 Runs. Bester niederländischer Bowler war Logan van Beek mit 4 Wickets für 74 Runs. Für die Niederlande konnte Eröffnungs-Batter Vikramjit Singh 25 und die ihm folgenden Colin Ackermann 10 und Sybrand Engelbrecht 11 Runs erreichen. Daraufhin kamen Scott Edwards und Teja Nidamanuru ins Spiel. Nidamanuru schied nach 14 Runs aus, und als das letzte Wicket im 21. Over fiel, hatte Edwards 12* Runs erreicht, was die hohe Niederlage jedoch nicht vermeiden konnte. Bester australischer Bowler war Adam Zampa mit 4 Wickets für 8 Runs. Als Spieler des Spiels wurde Glenn Maxwell ausgezeichnet.
| 26. Oktober Scorecard | Bengaluru | England 156 (33.2)              | – | Sri Lanka 160-2 (25.4) |
|                       |           | Sri Lanka gewinnt mit 8 Wickets |   |                        |

England gewann den Münzwurf und entschied sich als Schlagmannschaft zu beginnen. Für sie formten Eröffnungs-Batter Jonny Bairstow und Dawid Malan eine Partnerschaft. Malan schied nach 28 Runs aus und wurde gefolgt durch Ben Stokes. Bairstow erreichte 39 Runs und nachdem Moeen Ali 15 Runs erzielte folgte diesem David Willey. Stokes verlor sein Wicket nach 43 Runs und als das letzte Wicket fiel hatte Willey 14 Runs erreicht. Bester sri-lankischer Bowler war Lahiru Kumera mit 3 Wickets für 35 Runs. Für Sri Lanka etablierte sich Eröffnungs-Batter Pathum Nissanka und an seiner Serie erzielte der dritte Schlagmann Kusal Mendis 11 Runs. Nach dessen Ausscheiden konnte Nissanka zusammen mit Sadeera Samarawickrama die Vorgabe im 26. Over einholen. Nissanka erzielte dabei ein Fifty über 77* Runs und Samarawickrama ebenfalls eines über 65* Runs. Bester englischer Bowler war David Willey mit 2 Wickets für 30 Runs. Als Spieler des Spiels wurde Lahiru Kumara ausgezeichnet.
| 27. Oktober Scorecard | Chennai | Pakistan 270 (46.4)            | – | Südafrika 271-9 (47.2) |
|                       |         | Südafrika gewinnt mit 1 Wicket |   |                        |

Pakistan gewann den Münzwurf und entschied sich, als Schlagmannschaft zu beginnen. Nachdem Eröffnungs-Batter Imam-ul-Haq 12 Runs erreichte, formte sich eine Partnerschaft zwischen Babar Azam und Mohammad Rizwan. Rizwan erzielte 31 Runs und der ihm folgende Iftikhar Ahmed 21 Runs. Nachdem Saud Shakeel aufs Feld kam, verlor Azam sein Wicket nach einem Fifty über 50 Runs. Der hineinkommende Shadab Khan konnte 43 Runs erzielen, woraufhin Shakeel nach einem Fifty über 52 Runs ausschied. In der Folge gelangen Mohammad Nawaz 24 Runs und Pakistan beendete das Innings mit einer Vorgabe über 271 Runs für Südafrika. Beste südafrikanische Bowler waren Tabraiz Shamsi mit 4 Wickets für 60 Runs und Marco Jansen mit 3 Wickets für 43 Runs. Für Südafrika begannen Temba Bavuma und Quinton de Kock. De Kock schied nach 24 Runs aus und wurde gefolgt von Rassie van der Dussen. Nachdem Bavuma 28 Runs erzielte, etablierte sich Aiden Markram. An dessen Seite konnte nachdem van der Dussen nach 21 Runs ausschied Heinrich Klaasen 12, David Miller 29 und Marco Jansen 20 Runs erreichen. Makram gelang ein Fifty über 91 Runs und nachdem Gerald Coetzee nach 10 Runs ausschied, konnten die verbliebenen Batter die Vorgabe mit noch einem erhaltenen Wicket einholen. Bester pakistanischer Bowler war Shaheen Afridi mit 3 Wickets für 45 Runs. Als Spieler des Spiels wurde Tabraiz Shamsi ausgezeichnet.
| 28. Oktober Scorecard | Dharamsala | Australien 388 (49.2)         | – | Neuseeland 383-9 (50) |
|                       |            | Australien gewinnt mit 5 Runs |   |                       |

Neuseeland gewann den Münzwurf und entschied sich, als Feldmannschaft zu beginnen. Für Australien bildeten die Eröffnungs-Batter David Warner und Travis Head eine Partnerschaft. Warner erzielte ein Fifty über 81 Runs und wurde ersetzt durch Mitchell Marsh. Head gelang ein Century über 109 Runs aus 67 Bällen, und der ihm folgende Steve Smith erreichte 18 Runs. Daraufhin folgte Marnus Labuschagne und nachdem Marsh nach 36 Runs ausschied, verlor auch Labuschagne sein Wicket nach 18 Runs. Die nächste Partnerschaft formten Glenn Maxwell und Josh Inglis. Maxwell konnte 41 Runs erzielen, woraufhin Pat Cummins ins Spiel kam. Inglis schied dann nach 38 Runs aus und Cummins der nach 27 Runs sein Wicket verlor konnte die Vorgabe auf 389 Runs erhöhen. Beste neuseeländische Batter waren Glenn Phillips mit 3 Wickets für 37 Runs und Trent Boult mit 3 Wickets für 77 Runs. Für Neuseeland begannen Devon Conway und Will Young. Conway schied nach 28 Runs aus, woraufhin sich Rachin Ravindra. Nachdem Young 32 Runs erreichte, folgte Daryl Mitchell mit einem Fifty über 54 Runs, Tom Latham mit 21 Runs und Glenn Phillips mit 12 Runs. Daraufhin kam James Neesham aufs Feld und Ravindra erreichte ein Century über 116 Runs aus 89 Bällen. An der Seite von Neesham gelangen Mitchell Santner 17 Runs. Nachdem Trent Boult hineinkam, verlor Neesham mit dem vorletzten Ball sein Wicket nach einem Fifty über 58 Runs. Mit dem letzten Ball gelang es dem hineinkommenden Lockie Ferguson nicht, das erforderliche Boundary zu erzielen. Bolt hatte bis dahin 10* Runs erzielt. Bester australischer Bowler war Adam Zampa mit 3 Wickets für 74 Runs. Als Spieler des Spiels wurde Travis Head ausgezeichnet.
| 28. Oktober Scorecard | Kolkata | Niederlande 229 (50)            | – | Bangladesch 142 (42.2) |
|                       |         | Niederlande gewinnt mit 87 Runs |   |                        |

Die Niederlande gewannen den Münzwurf und entschieden, als Schlagmannschaft zu beginnen. Nachdem die beiden Eröffnungs-Batter früh ausschieden bildeten Wesley Barresi und Colin Ackermann eine Partnerschaft. Barresi erreichte 41 Runs und kurz darauf schied Ackermann nach 15 Runs aus, woraufhin Scott Edwards und Bas de Leede ins Spiel kamen. De Leede konnte 17 Runs erzielen und wurde gefolgt durch Sybrand Engelbrecht. Edwards schied dann nach einem Fifty über 68 Runs aus und kurz darauf Engelbrecht nach 35 Runs. Bis zum Ende des Innings erreichte dann Logan van Beek 23* Runs. Für Bangladesch erzielten vier Bowler jeweils zwei Wickets: Mustafizur Rahman (2/36), Mahedi Hasan (2/40), Taskin Ahmed (2/43) und Shoriful Islam (2/51). Für Bangladesch formte Eröffnungs-Batter Tanzid Hasan zusammen mit dem dritten Schlagmann Mehidy Hasan Miraz eine Partnerschaft. Hasan gelangen 15 und Miraz 35 Runs. Daraufhin bildeten Mahmudullah und Mahedi Hasan eine Partnerschaft. Hasan konnte 17 Runs erzielen und wurde gefolgt durch Taskin Ahmed. Mahmudullah verlor nach 20 Runs sein Wicket und dem hineinkommende Mustafizur Rahman gelangen 20 Runs. Ahmed verlor dann das letzte Wicket des Innings nach 11 Runs und somit verlor Bangladesch das Spiel deutlich. Bester niederländischer Bowler war Paul van Meekeren mit 4 Wickets für 23 Runs, er wurde dafür als Spieler des Spiels ausgezeichnet.
| 29. Oktober Scorecard | Lucknow | Indien 229-9 (50)           | – | England 129 (34.5) |
|                       |         | Indien gewinnt mit 100 Runs |   |                    |

England gewann den Münzwurf und entschied, als Feldmannschaft zu beginnen. Für Indien konnte sich Eröffnungs-Batter Rohit Sharma etablieren und an seiner Seite KL Rahul 39 Runs erzielen. Nachdem Suryakumar Yadav aufs Feld gekommen war, schied Sharma nach einem Fifty über 97 Runs aus. An der Seite von Yadav folgte Jasprit Bumrah, bevor Yadav nach 49 Runs ausschied. Bumrah verlor sein Wicket mit dem letzten Ball nach 16* Runs und setzte die Vorgabe auf 230 Runs. Bester Bowler für England war David Willey. Für England bildeten die Eröffnungs-Batter Jonny Bairstow und Dawid Malan eine Partnerschaft. Malan schied nach 16 Runs aus und nachdem Jos Buttler ins Spiel kam, schied auch Bairstow nach 14 Runs aus. Daraufhin kam Moeen Ali ins Spiel und Buttler verlor sein Wicket nach 10 Runs. Es folgte Liam Livingstone und nachdem Ali 15 Runs erreichte, konnte Chris Woakes 10 Runs hinzufügen. Kurz darauf schied auch Livingstone nach 27 Runs aus. David Willey und Adil Rashid konnte noch eine weitere Partnerschaft aufbauen, doch nachdem Rashid nach 13 Runs ausschied, fiel kurz darauf auch das letzte Wicket. Willey hatte bis dahin 10* Runs erzielt. Beste indische Bowler waren Mohammed Shami mit 4 Wickets für 22 Runs und Jasprit Bumrah mit 3 Wickets für 32 Runs. Als Spieler des Spiels wurde Rohit Sharma ausgezeichnet.
| 30. Oktober Scorecard | Pune | Sri Lanka 241 (49.3)              | – | Afghanistan 242-3 (45.2) |
|                       |      | Afghanistan gewinnt mit 7 Wickets |   |                          |

Afghanistan gewann den Münzwurf und entschied, als Feldmannschaft zu beginnen. Für Sri Lanka begannen die Eröffnungs-Batter Pathum Nissanka und Dimuth Karunaratne. Karunaratne schied nach 15 Runs aus und wurde durch Kusal Mendis ersetzt. Nissanka erreichte 46 Runs und wurde gefolgt durch Sadeera Samarawickrama. Mendis verlor dann sein Wicket nach 39 Runs und Samarawickrama kurz darauf nach 36 Runs. Darauf formten Charith Asalanka und Dhananjaya de Silva eine Partnerschaft. De Silva erzielte 14 Runs und wurde gefolgt durch Angelo Mathews. Nachdem Asalanka 22 Runs erreichte, konnte Maheesh Theekshana 29 Runs erzielen, bevor Mathews nach 23 Runs dafür sorgte, dass die Vorgabe auf 242 Runs anstieg. Bester afghanischer Bowler war Fazalhaq Farooqi mit 4 Wickets für 34 Runs. Für Afghanistan formte Eröffnungs-Batter Ibrahim Zadran zusammen mit dem dritten Schlagmann Rahmat Shah eine Partnerschaft. Zadran erzielte 39 Runs und wurde gefolgt durch Hashmatullah Shahidi. Nachdem Shah nach einem Fifty über 62 Runs ausschied, konnte Shahidi zusammen mit Azmatullah Omarzai die Vorgabe im 46. Over einholen. Omarzai erreichte dabei ein Fifty über 73 Runs und Sahidi eines über 58 Runs. Bester sri-lankischer Bowler war Dilshan Madushanka mit 2 Wickets für 48 Runs.
| 31. Oktober Scorecard | Kolkata | Bangladesch 204 (45.1)         | – | Pakistan 205-3 (32.3) |
|                       |         | Pakistan gewinnt mit 7 Wickets |   |                       |

Bangladesch gewann den Münzwurf und entschied, als Schlagmannschaft zu beginnen. Für sie bildete Eröffnungs-Batter Litton Das zusammen mit dem fünften Schlagmann Mahmudullah eine Partnerschaft. Das schied nach 45 Runs aus und wurde durch Shakib Al Hasan ersetzt. Mahmudullah erreichte ein Fifty über 56 Runs und wurde gefolgt durch Mehidy Hasan Miraz. Al Hasan verlor sein Wicket nach 43 Runs und Miraz nach 25 Runs, womit die Vorgabe bis zum Ende des Innings auf 205 Runs anstieg. Beste pakistanische Bowler waren Shaheen Afridi mit 3 Wickets für 23 Runs und Mohammad Wasim mit 3 Wickets für 31 Runs. Für Pakistan formten die Eröffnungs-Batter Abdullah Shafique und Fakhar Zaman eine Partnerschaft. Shafique schied nach einem Fifty über 68 Runs aus und Zaman über 81 Runs. Daraufhin formten Mohammad Rizwan und Iftikhar Ahmed eine Partnerschaft und holten die Vorgabe im 33. Over ein. Rizwan erreichte dabei 26 und Ahmed 17 Runs. Bester bangladeschischer Bowler war Mehidy Hasan Miraz mit 3 Wickets für 60 Runs. Als Spieler des Spiels wurde Fakhar Zaman ausgezeichnet.
| 1. November Scorecard | Pune | Südafrika 357-4 (50)           | – | Neuseeland 167 (35.3) |
|                       |      | Südafrika gewinnt mit 190 Runs |   |                       |

Neuseeland gewann den Münzwurf und entschied, als Feldmannschaft zu beginnen. Für Südafrika begannen Quinton de Kock und Temba Bavuma. Bavuma schied nach 24 Runs aus und wurde durch Rassie van der Dussen ersetzt. Nach einer Partnerschaft über 200 Runs schied De Kock nach einem Century über 114 Runs aus 116 Bällen aus. Nachdem David Miller ins Spiel kam, verlor auch Rassie van der Dussen nach einem Century über 133 Runs aus 118 Bällen sein Wicket. Daraufhin kam Heinrich Klaasen ins Spiel und nachdem Miller ein Fifty über 53 Runs erreichte, beendete Klaasen das Innings ungeschlagen mit 15* Runs. Bester neuseeländischer Bowler war Tim Southee mit 2 Wickets für 77 Runs. Für Neuseeland konnte Eröffnungs-Batter Will Young 33 Runs erzielen, bevor Daryl Mitchell und Glenn Phillips eine Partnerschaft bildeten. Mitchell schied nach 24 Runs aus und Phillips verlor das letzte Wicket des Spiels nach einem Fifty über 60 Runs, was nicht ausreichte, um der Vorgabe gefährlich zu werden. Beste südafrikanische Bowler waren Keshav Maharaj mit 4 Wickets für 46 Runs und Marco Jansen mit 3 Wickets für 31 Runs. Als Spieler des Spiels wurde Rassie van der Dussen ausgezeichnet.
| 2. November Scorecard | Mumbai | Indien 357-8 (50)           | – | Sri Lanka 55 (19.4) |
|                       |        | Indien gewinnt mit 302 Runs |   |                     |

Sri Lanka gewann den Münzwurf und entschied sich, als Feldmannschaft zu beginnen. Für Indien bildete der Eröffnungs-Batter Shubman Gill mit dem dritten Schlagmann Virat Kohli eine Partnerschaft. Gill schied nach einem Fifty über 92 Runs aus und Kohli nach einem ebensolchen nach 88 Runs. Daraufhin etablierte sich Shreyas Iyer und an seiner Seite erreichte KL Rahul 21 und Suryakumar Yadav 12 Runs. Nachdem Ravindra Jadeja aufs Feld kam, schied Iyer nach einem Fifty über 82 Runs aus. Jadeja verlor mit dem letzten Ball des Innings sein Wicket nach 25 Runs und erhöhte so die Vorgabe auf 358 Runs. Bester sri-lankischer Bowler war Dilshan Madushanka mit 5 Wickets für 80 Runs. Sri Lanka verlor früh vier Wickets, bevor Angelo Mathews 12 Runs erreichte. Daraufhin formten Maheesh Theekshana und Kasun Rajitha eine Partnerschaft. Rajitha schied nach 14 Runs aus und als das letzte Wicket fiel hatte Theekshana 12* Runs erzielt. Damit hatte sich Indien für das Halbfinale qualifiziert. Die besten indische Bowler waren Mohammed Shami mit 5 Wickets für 18 Runs und Mohammed Siraj mit 3 Wickets für 16 Runs. Als Spieler des Spiels wurde Mohammed Shami ausgezeichnet.
| 3. November Scorecard | Ahmedabad | Niederlande 179 (46.3)            | – | Afghanistan 181-3 (31.3) |
|                       |           | Afghanistan gewinnt mit 7 Wickets |   |                          |

Die Niederlande gewannen den Münzwurf und entschied sich, als Schlagmannschaft zu beginnen. Für sie bildete Eröffnungs-Batter Max O’Dowd mit dem dritten Schlagmann Colin Ackermann eine Partnerschaft. O’Dowd schied nach 42 Runs aus und wurde durch Sybrand Engelbrecht ersetzt. Ackermann erzielte 29 Runs und nach dem Verlust von vier weiteren Wickets fand dieser mit Roelof van der Merwe einen weiteren Partner. Daraufhin verlor Engelbrecht nach einem Fifty über 58 Runs sein Wicket und wurde gefolgt durch Aryan Dutt. Van der Merwe erreichte 11 Runs und Dutt beendete das Innings ungeschlagen mit 10* Runs. Bester afghanischer Bowler war Mohammad Nabi mit 3 Wickets für 28 Runs. Afghanistan begann mit Rahmanullah Gurbaz und Ibrahim Zadran. Gurbaz schied nach 10 Runs aus und wurde durch Rahmat Shah ersetzt. Zadran verlor sein Wicket nach 20 Runs und wurde gefolgt durch Hashmatullah Shahidi. Nachdem Shah ein Fifty über 52 Runs erreichte, konnte Shahidi zusammen mit Azmatullah Omarzai die Vorgabe im 32. Over einholen. Shahidi erzielte dabei ein Fifty über 56* Runs und Omarzai 31* Runs. Die niederländischen Wickets erzielten Saqib Zulfiqar, Roelof van der Merwe und Logan van Beek. Als Spieler des Spiels wurde Mohammad Nabi ausgezeichnet.
| 4. November Scorecard | Bengaluru | Neuseeland 401-6 (50)                     | – | Pakistan 200-1 (25.3/25.3) |
|                       |           | Pakistan gewinnt mit 21 Runs (D/L method) |   |                            |

Pakistan gewann den Münzwurf und entschied sich, als Feldmannschaft zu beginnen. Für Neuseeland bildeten die Eröffnungs-Batter Devon Conway und Rachin Ravindra eine Partnerschaft. Conway erzielte 35 Runs und wurde durch Kane Williamson ersetzt. Nach einer Partnerschaft über 180 Runs schied Williamson nach einem Fifty über 95 Runs aus und kurz darauf auch Ravindra nach einem Century über 108 Runs aus 94 Bällen. Daraufhin kamen Daryl Mitchell und Mark Chapman ins Spiel. Mitchell schied nach 29 Runs aus und wurde durch Glenn Phillips ersetzt. Chapman erreichte 39 Runs und nachdem Mitchell Santner ins Spiel kam, verlor auch Phillips nach 41 Runs sein Wicket. Santner beendete dann das Innings ungeschlagen nach 26* Runs und erhöhte die Vorgabe auf 402 Runs. Bester pakistanischer Bowler war Mohammad Wasim mit 3 Wickets für 60 Runs. Für Pakistan konnte Eröffnungs-Batter Fakhar Zaman mit dem dritten Schlagmann Babar Azam eine Partnerschaft formen. Beim stand vom 160/1 begann es zu regnen und das Spiel wurde unterbrochen. Zu diesem Zeitpunkt war Pakistan 10 Runs über der Run-Vorgabe durch DLS. Das Spiel wurde nach kurzer Unterbrechung fortgesetzt, endete jedoch vier Over später nach weiteren Regenfällen endgültig und Pakistan hatte ausreichend Runs gesammelt um via DLS zu gewinnen. Das neuseeländische Wicket erzielte Tim Southee. Als Spieler des Spiels wurde Fakhar Zaman ausgezeichnet.
| 4. November Scorecard | Ahmedabad | Australien 286 (49.3)          | – | England 253 (48.1) |
|                       |           | Australien gewinnt mit 33 Runs |   |                    |

England gewann den Münzwurf und entschied sich als Feldmannschaft zu beginnen. Für Australien bildeten die Eröffnungs-Batter Travis Head und David Warner eine Partnerschaft. eine Partnerschaft. Head schied nach 11 Runs aus und wurde durch Steve Smith ersetzt. Warner verlor sein Wicket nach 15 Runs und wurde gefolgt durch Marnus Labuschagne. Nach dem Ausscheiden von Smith nach 44 Runs kam Cameron Green ins Spiel und Labuschagne schied nach einem Fifty über 71 Runs aus. Green erreichte 47 Runs und der hineingekommene Marcus Stoinis 35 Runs. In der Folge schied Pat Cummins nach 10 Runs aus und es folgte eine weitere Partnerschaft zwischen Mitchell Starc und Adam Zampa. Zampa schied nach 29 Runs aus und Starc verlor nach 10 Runs das letzte Wicket des Innings. Bester englischer Bowler war Chris Woakes mit 4 Wickets für 54 Runs. Für England formten Eröffnungs-Batter Dawid Malan und Joe Root eine Partnerschaft. Root erreichte 13 Runs und wurde durch Ben Stokes gefolgt. Nachdem Malan nach einem Fifty über 50 Runs sein Wicket verlor kam Moeen Ali ins Spiel. Stokes schied nach einem Fifty über 64 Runs aus und Ali nach 43 Runs. Daraufhin bildeten Chris Woakes und David Willey eine Partnerschaft. Willey schied nach 15 Runs aus und wurde durch Adil Rashid gefolgt. Woakes verlor sein Wicket nach 32 Runs und mit dem nächsten Ball fiel auch das letzte Wicket des Innings von Rashid nach 20 Runs. Bester australischer Bowler war Adam Zampa mit 3 Wickets für 21 Runs, wofür er als Spieler des Spiels ausgezeichnet wurde.
| 5. November Scorecard | Kolkata | Indien 326-5 (50)           | – | Südafrika 83 (27.1) |
|                       |         | Indien gewinnt mit 243 Runs |   |                     |

Indien gewann den Münzwurf und entschied sich, als Schlagmannschaft zu beginnen. Für sie begannen die Eröffnungs-Batter Rohit Sharma und Shubman Gill. Sharma erreichte 40 Runs und wurde durch Virat Kohli ersetzt. Nachdem Gill nach 23 Runs ausschied, erreichte an der Seite von Kohli Shreyas Iyer ein Fifty über 77 Runs und Suryakumar Yadav 22 Runs. Zusammen mit Ravindra Jadeja beendete Kohli dann das Innings ungeschlagen mit einem Century über 101* Runs aus 121 Bällen. Damit stellte er den bisherigen Rekord für Centuries im ODI-Cricket von Sachin Tendulkar ein. Jadeja erreichte dabei 29* Runs. Die südafrikanischen Wickets wurden durch fünf verschiedene Bowler erzielt. Für Südafrika bildete Eröffnungs-Batter Temba Bavuma mit dem dritten Schlagmann Rassie van der Dussen eine Partnerschaft. Bavuma erreichte 11 Runs und van der Dussen 13 Runs. Der hineinkommende David Miller konnte 11 Runs erzielen und der hineinkommende Marco Jansen 14 Runs. Als das letzte Wicket im 28. Over fiel, hatte Südafrika die Vorgabe deutlich verfehlt. Bester indischer Bowler war Ravindra Jadeja mit 5 Wickets für 33 Runs. Als Spieler des Spiels wurde Virat Kohli ausgezeichnet.
| 6. November Scorecard | Delhi | Sri Lanka 279 (49.3)              | – | Bangladesch 282-7 (41.1) |
|                       |       | Bangladesch gewinnt mit 3 Wickets |   |                          |

Bangladesch gewann den Münzwurf und entschied sich, als Feldmannschaft zu beginnen. Für Sri Lanka formten Eröffnungs-Batter Pathum Nissanka und der dritte Schlagmann Kusal Mendis eine Partnerschaft. Mendis schied nach 19 Runs aus und Nissanka nach 41 Runs, bevor Sadeera Samarawickrama und Charith Asalanka eine weitere Partnerschaft begannen. Samarawickrama schied nach 41 Runs aus und der Spieler, der ihn ersetzen sollte, Angelo Mathews, war der erste, der in einem internationalen Spiel für zu späte Spielbereitschaft ausschied. Ihm folgten Dhananjaya de Silva mit 34 und Maheesh Theekshana mit 21 Runs. Asalanka erreichte daraufhin ein Century über 108 Runs aus 105 Bällen und half so dabei, die Vorgabe auf 280 Runs zu erhöhen. Bester bangladeschischer Bowler war Tanzim Hasan Sakib mit 3 Wickets für 80 Runs. Für Bangladesch bildete Eröffnungs-Batter Litton Das zusammen mit Najmul Hossain Shanto eine Partnerschaft. Das verlor sein Wicket nach 23 Runs, woraufhin Shanto zusammen mit Shakib Al Hasan eine Partnerschaft über 169 Runs bildete. Al Hasan schied nach einem Fifty über 82 Runs aus und Shanto nach einem ebensolchen über 90 Runs. Für sie kamen Mahmudullah und Mushfiqur Rahim ins Spiel. Rahim erreichte 10 und Mahmudullah 22 Runs, bevor Towhid Hridoy mit 15* Runs die Vorgabe im 42. Over einholte. Bester sri-lankischer Bowler war Dilshan Madushanka mit 3 Wickets für 69 Runs. Als Spieler des Spiels wurde Shakib Al Hasan ausgezeichnet.
| 7. November Scorecard | Mumbai | Afghanistan 291-5 (50)           | – | Australien 293-7 (46.5) |
|                       |        | Australien gewinnt mit 3 Wickets |   |                         |

Afghanistan gewann den Münzwurf und entschied sich als Schlagmannschaft zu beginnen. Für sie formten die Eröffnungs-Batter Rahmanullah Gurbaz und Ibrahim Zadran eine Partnerschaft. Gurbaz schied nach 21 Runs aus und an der Seite von Zadran erreichte Rahmat Shah 30, Hashmatullah Shahidi 26, Azmatullah Omarzai 22 und Mohammad Nabi 12 Runs. Zusammen mit Rashid Khan konnte er dann das Innings ungeschlagen beenden und die Vorgabe auf 292 Runs erhöhen. Zadran erreichte dabei ein Century über 129* Runs aus 143 Bällen und Khan 35* Runs. Bester australischer Bowler war Josh Hazlewood mit 2 Wickets für 39 Runs. Für Australien bildete Eröffnungs-Batter David Warner mit dem dritten Schlagmann Mitchell Marsh eine Partnerschaft. Marsh schied nach 24 Runs aus und wurde durch Marnus Labuschagne ersetzt. Warner konnte 18 Runs erzielen, woraufhin Glenn Maxwell ins Spiel kam. Labuschagne verlor sein Wicket nach 14 Runs und Maxwell fand beim Stand von 91/7 zusammen mit Pat Cummins einen weiteren Partner. Mit der höchsten achten Wicket-Partnerschaft der ODI-Geschichte konnten sie dann die Vorgabe im 47. Over einholen. Maxwell erzielte dabei ein Double-Century über 201 Runs aus 128 Bällen, Cummins 12* Runs. Beste afghanische Bowler waren mit jeweils zwei Wickets Rashid Khan (für 44 Runs), Naveen-ul-Haq (für 47 Runs) und Azmatullah Omarzai (für 52 Runs). Als Spieler des Spiels wurde Glenn Maxwell ausgezeichnet.
| 8. November Scorecard | Pune | England 339-9 (50)           | – | Niederlande 179 (37.5) |
|                       |      | England gewinnt mit 160 Runs |   |                        |

England gewann den Münzwurf und entschied sich, als Schlagmannschaft zu beginnen. Für sie bildeten die Eröffnungs-Batter Jonny Bairstow und Dawid Malan eine Partnerschaft. Nachdem Bairstow nach 15 Runs ausschied, folgte ihm Joe Root, der 28 Runs erzielte. Daraufhin kam Ben Stokes ins Spiel. Malan verlor nach einem Fifty über 87 Runs sein Wicket und an der Seite von Stokes erreichte Harry Brook 11 Runs und Chris Woakes ein Fifty über 51 Runs. Stokes verlor im letzten Over sein Wicket nach einem Century über 108 Runs aus 84 Bällen und erhöhte so die Vorgabe auf 340 Runs. Bester niederländischer Bowler war Bas de Leede mit 3 Wickets für 74 Runs. Für die Niederlande formte Eröffnungs-Batter Wesley Barresi mit dem vierten Schlagmann Sybrand Engelbrecht eine Partnerschaft. Barresi schied nach 37 Runs aus und wurde durch Scott Edwards ersetzt. Engelbrecht erzielte 33 Runs, und nachdem Bas de Leede 10 Rusn erreichte, folgte diesem Teja Nidamanuru. Edwards schied nach 38 Runs aus und Nidamanuru hatte 41* Runs erreicht, als das letzte Wicket im 38. Over fiel. Dies war jedoch nicht ausreichend, um die Vorgabe zu gefährden. Beste englische Bowler waren Moeen Ali mit 3 Wickets für 42 Runs und Adil Rashid mit 3 Wickets für 54 Runs. Als Spieler des Spiels wurde Ben Stokes ausgezeichnet.
| 9. November Scorecard | Bengaluru | Sri Lanka 171 (46.4)             | – | Neuseeland 172-5 (23.2) |
|                       |           | Neuseeland gewinnt mit 5 Wickets |   |                         |

Neuseeland gewann den Münzwurf und entschied sich, als Feldmannschaft zu beginnen. Für Sri Lanka konnte Eröffnungs-Batter Kusal Perera ein Fifty über 51 Runs erzielen, bevor Angelo Mathews und Dhananjaya de Silva eine Partnerschaft formten. Mathews erreichte 16 und de Silva 19 Runs. Daraufhin formten Maheesh Theekshana und Dilshan Madushanka eine Partnerschaft für das letzte Wicket. Als Madushanka dieses nach 19 Runs verlor, hatte Theekshana 38* Runs erreicht und die Vorgabe auf 172 Runs erhöht. Bester neuseeländischer Bowler war Trent Boult mit 3 Wickets für 37 Runs. Für Neuseeland bildeten die Eröffnungs-Batter Devon Conway und Rachin Ravindra eine Partnerschaft. Conway schied nach 45 Runs aus und kurz darauf auch Ravindra nach 42 Runs. In der Folge formten Kane Williamson und Daryl Mitchell eine weitere Partnerschaft. Williamson erreichte 14 Runs und wurde gefolgt durch Glenn Phillips. Mitchell verlor sein Wicket nach 42 Runs, woraufhin Phillips nach 17* Runs die Vorgabe im 24. Over einholen konnte. Bester sri-lankischer Bowler war Angelo Mathews mit 2 Wickets für 29 Runs. Als Spieler des Spiels wurde Trent Boult ausgezeichnet.
| 10. November Scorecard | Ahmedabad | Afghanistan 244 (50)            | – | Südafrika 247-5 (47.3) |
|                        |           | Südafrika gewinnt mit 5 Wickets |   |                        |

Afghanistan gewann den Münzwurf und entschied sich, als Schlagmannschaft zu beginnen. Für sie begannen Rahmanullah Gurbaz und Ibrahim Zadran als Eröffnungs-Batter. Gurbaz erreichte 25 Runs und Zadran 15. Daraufhin folgte Rahmat Shah zusammen mit Azmatullah Omarzai. Shah erzielte 26 Runs und an der Seite von Omarzai gelangen Ikram Alikhi 12, Rashid Khan 14 und Noor Ahmad 26 Runs. Omarzai beendete das Innings ungeschlagen und erhöhte damit die Vorgabe auf 245 Runs. Bester südafrikanischer Bowler war Gerald Coetzee mit 4 Wickets für 44 Runs. Für Südafrika bildeten die Eröffnungs-Batter Quinton de Kock und Temba Bavuma eine Partnerschaft. Bavuma erreichte 23 Runs und wurde durch Rassie van der Dussen ersetzt. De Kock schied nach 41 Runs aus und an der Seite von van der Dussen erzielten Aiden Markram 25, Heinrich Klaasen 10 und David Miller 24 Runs. Zusammen mit Andile Phehlukwayo konnte er die Vorgabe dann im 48. Over einholen. Van der Dussen erzielte dabei ein Fifty über 76* Runs, Phehlukwayo 39* Runs. Beste afghanische Bowler waren Mohammad Nabi mit 2 Wickets für 35 Runs und Rashid Khan mit 2 Wickets für 37 Runs. Als Spieler des Spiels wurde Rassie van der Dussen ausgezeichnet.
| 11. November Scorecard | Pune | Bangladesch 306-8 (50)           | – | Australien 307-2 (44.4) |
|                        |      | Australien gewinnt mit 8 Wickets |   |                         |

Australien gewann den Münzwurf und entschied sich als Feldmannschaft zu beginnen. Für Bangladesch bildeten die Eröffnungs-Batter Tanzid Hasan und Litton Das eine Partnerschaft. Hasan erreichte 36 Runs und wurde gefolgt durch Najmul Hossain Shanto ersetzt. Das schied in der Folge ebenfalls nach 36 Runs aus und für ihn kam Towhid Hridoy ins Spiel. Shanto schied nach 45 Runs aus und die ihm folgenden Mahmudullah nach 32 und Mushfiqur Rahim nach 21 Runs. Nachdem diesen Mehidy Hasan Miraz aufs Feld folgte, schied Hridoy nach einem Fifty über 75 Runs aus. Miraz konnte 290 Runs erzielen und erhöhte so die Vorgabe auf 307 Runs. Beste australische Bowler waren Adam Zampa mit 2 Wickets für 32 Runs und Sean Abbott mit 2 Wickets für 61 Runs. Für Australien begannen Travis Head und David Warner. Head schied nach 10 Runs aus und wurde gefolgt durch Mitchell Marsh. warner erreichte ein Fifty, woraufhin Steve Smith zusammen mit Mitchell die Vorgabe im 45. Over einholen konnte. Mitchell erreichte dabei ein Century über 177 Runs aus 132 Bällen, smith ein Fifty über 63 Runs. Die bangladeschischen wickets erzielten Taskin Ahmed und Mustafizur Rahman. Als Spieler des Spiels wurde Mitchell marsh ausgezeichnet.
| 11. November Scorecard | Kolkata | England 337-9 (50)          | – | Pakistan 244 (43.3) |
|                        |         | England gewinnt mit 93 Runs |   |                     |

England gewann den Münzwurf und entschied sich als Schlagmannschaft zu beginnen. Als Eröffnungs-Batter eröffneten für sie Dawid Malan und Jonny Bairstow. Malan erreichte 31 Runs, bevor ihm Joe Root folgte. Nachdem Bairstow ein Fifty über 59 Runs erzielte, konnte Ben Stokes ebenfalls eines über 84 Runs erreichen. Root schied dann nach 60 Runs aus und daraufhin bildeten Jos Buttler und Harry Brook eine Partnerschaft. Brook erreichte 30 und Buttler 27 Runs, bevor David Willey mit 15 Runs die Vorgabe auf 338 Runs erhöhte. Bester pakistanischer Bowler war Haris Rauf mit 3 Wickets für 64 Runs. Nachdem Pakistan früh seine Eröffnungs-Batter verlor bildeten Babar Azam und Mohammad Rizwan eine Partnerschaft. Azam erzielte 38 Runs und wurde gefolgt durch Saud Shakeel. Rizwan verlor sein Wicket nach 36 Runs und nachdem Agha Salman aufs Feld kam, schied Shakeel nach 29 Runs aus. Nachdem Shaheen Afridi sich an die Seite von Salman gesellte verlor dieser nach einem Fifty über 51 Runs sein Wicket. Afridi schied nach 25 Runs aus, woraufhin Mohammad Wasim zusammen mit Haris rauf die letzte Partnerschaft des Spiels bildete. Rauf erreichte 35 Runs, als Wasim bei 16* Runs stand. Dies reichte nicht um die Vorgabe zu gefährden. Bester englischer Bowler war David Willey mit 3 Wickets für 56 Runs, der dafür als Spieler des Spiels ausgezeichnet wurde.
| 12. November Scorecard | Bengaluru | Indien 410-4 (50)           | – | Niederlande 250 (47.5) |
|                        |           | Indien gewinnt mit 160 Runs |   |                        |

Indien gewann den Münzwurf und entschied sich, als Schlagmannschaft zu beginnen. Für Indien bildeten die Eröffnungs-Batter Rohit Sharma und Shubman Gill eine Partnerschaft. Gill schied nach einem Fifty über 51 Runs aus und wurde gefolgt durch Virat Kohli. Sharma erzielte ebenfalls ein Fifty über 61 Runs, woraufhin sich Shreyas Iyer etablierte. Kohli verlor sein Wicket nach einem Fifty über 51 Runs und der hineinkommende KL Rahul konnte dann in einer Partnerschaft mit Iyer über 208 Runs ein Century über 102* Runs aus 64 Bällen erzielen. Iyer beendete das Innings ungeschlagen nach einem Century über 128* Runs aus 94 Bällen und erhöhte so die Vorgabe auf 411 Runs. Bester niederländischer Bowler war Bas de Leede mit 2 Wickets für 82 Runs. Für die Niederländer bildeten Eröffnungs-Batter Max O’Dowd und der dritte Schlagmann Colin Ackermann eine Partnerschaft. Ackermann erreichte 35 und O’Dowd 30 Runs, daraufhin kam Sybrand Engelbrecht ins Spiel und an seiner Seite erzielte Scott Edwards 17 und Bas de Leede 12 Runs, bevor Teja Nidamanuru aufs Feld kam. Engelbrecht erreichte 45 Runs und die ihm folgenden Logan van Beek und Roelof van der Merwe konnten jeweils 16 Runs erzielen. Nidamanuru verlor das letzte Wicket des Spiels nach einem Fifty über 54 Runs. Beste indische Bowler mit jeweils zwei Wickets waren Mohammed Siraj (für 29 uns), Jasprit Bumrah (für 33 Runs), Kuldeep Yadav (für 41 Runs) und Ravindra Jadeja (für 49 Runs). Als Spieler des Spiels wurde Shreyas Iyer ausgezeichnet.

## Halbfinale
Der International Cricket Council hatte für den Fall, dass sich Indien für das Halbfinale qualifizierte, angekündigt, dieses im Wankhede Stadium in Mumbai stattfinden zu lassen, es sei denn, Pakistan wäre der Gegner gewesen, dann wäre das Spiel im Eden Gardens in Kolkata ausgetragen worden. Alle Finalrundenspiele hatten einen Reservetag.
| 15. November Scorecard | Mumbai | Indien 397-4 (50)          | – | Neuseeland 327 (48.5) |
|                        |        | Indien gewinnt mit 70 Runs |   |                       |

Indien gewann den Münzwurf und entschied sich, als Schlagmannschaft zu beginnen. Für sie bildeten die Eröffnungs-Batter Rohit Sharma und Shubman Gill eine Partnerschaft. Sharma erreichte 47 Runs und wurde durch Virat Kohli ersetzt. Gill musste sich von Krämpfen geplagt beim Stand von 164/1 vom Schlag zurückziehen und wurde gefolgt durch Shreyas Iyer. Kohli konnte ein Century über 117 Runs aus 113 Bällen erreichen, ebenso wie Iyer mit 105 Runs aus 70 Bällen. KL Rahul beendete dann zusammen mit dem wieder ins Spiel kommenden Gill das Innings ungeschlagen, nachdem sie die Vorgabe für Neuseeland auf 398 Runs erhöhten. Gill erreichte dabei ein Fifty über 80* Runs und Rahul 39* Runs. Bester neuseeländischer Bowler war Tim Southee mit 3 Wickets für 100 Runs. Für Neuseeland erreichten die beiden Eröffnungs-Batter Devon Conway und Rachin Ravindra jeweils 13 Runs, woraufhin Kane Williamson und Daryl Mitchell eine weitere Partnerschaft bildeten. Williamson erzielte ein Fifty über 69 Runs, bevor der hineinkommende Glenn Phillips nach 41 Runs sein Wicket verlor. Mitchell schied daraufhin nach einem Century über 134 Runs aus 119 Bällen aus, was jedoch nicht ausreichte, um die Vorgabe zu gefährden. Bester indischer Bowler war Mohammed Shami mit 7 Wickets für 57 Runs, wofür er als Spieler des Spiels ausgezeichnet wurde.
| 16. November Scorecard | Kolkata | Südafrika 212 (49.4)             | – | Australien 215-7 (47.2) |
|                        |         | Australien gewinnt mit 3 Wickets |   |                         |

Südafrika gewann den Münzwurf und entschied sich als Schlagmannschaft zu beginnen. Nachdem sie früh ihre Eröffnungs-Batter verloren, konnte Aiden Markram 10 Runs erzielen. Daraufhin folgte eine Partnerschaft zwischen Heinrich Klaasen und David Miller. Klaasen schied nach 47 Runs aus und an der Seite von Miller erreichte Gerald Coetzee 19 Runs. Nachdem Kagiso Rabada ins Spiel kam, schied Miller nach einem Century über 101 Runs aus 116 Bällen aus. Rabada verlor dann das letzte Wicket im letzten Over nach 10 Runs. Beste australische Bowler waren Mitchell Starc mit 3 Wickets für 34 Runs uns Pat Cummins mit 3 Wickets für 51 Runs. Für Australien formten die Eröffnungs-Batter Travis Head und David Warner eine Partnerschaft. Warner schied nach 29 Runs aus und wurde gefolgt durch Steve Smith. Head erreichte ein Fifty über 62 Runs und der hineinkommende Marnus Labuschagne 18 Runs. Ihnen folgte Josh Inglis und Smith verlor sein Wicket nach 30 Runs. Nachdem Inglis nach 28 Runs ausschied, konnten Mitchell Starc und pat Cummins die Vorgabe im 48. Over einholen. Starc erzielte dabei 16 und Cummins 14 Runs. Beste südafrikanische Bowler waren Tabraiz Shamsi mit 2 Wickets für 42 Runs und Gerald Coetzee mit 2 Wickets für 47 Runs. Als Spieler des Spiels wurde Travis Head ausgezeichnet.

## Finale
| 19. November Scorecard | Ahmedabad | Indien 240 (50)                  | – | Australien 241-4 (43) |
|                        |           | Australien gewinnt mit 6 Wickets |   |                       |

Australien gewann den Münzwurf und entschied sich, als Feldmannschaft zu beginnen. Für Indien konnte Eröffnungs-Batter Rohit Sharma zusammen mit dem dritten Schlagmann Virat Kohli eine Partnerschaft bilden. Sharma schied nach 47 Runs aus, woraufhin sich KL Rahul etablierte. Kohli erzielte ein Fifty über 54 Runs. Nachdem Suryakumar Yadav ins Spiel kam, verlor auch Rahul nach einem Fifty über 66 Runs sein Wicket. Yadav fand mit Kuldeep Yadav einen weiteren Partner, bevor er nach 18 Runs ausschied. Kuldeep Yadav konnte dann noch 10 Runs erreichen und erhöhte so die Vorgabe auf 241 Runs. Bester australischer Bowler war Mitchell Starc mit 3 Wickets für 55 Runs. Für Australien etablierte sich Eröffnungs-Batter Travis Head und nachdem an seiner Seite Mitchell Marsh 15 Runs erreicht, bildete sich eine weitere Partnerschaft mit Marnus Labuschagne. Head verlor kurz vor Erreichen der Vorgabe sein Wicket nach einem Century aus 120 Bällen. Labuschagne blieb ungeschlagen, als im 43. Over die Vorgabe erreicht wurde und erzielte dabei ein Fifty über 58 Runs. Bester indischer Bowler war Jasprit Bumrah mit 2 Wickets für 43 Runs. Als Spieler des Spiels wurde Travis Head ausgezeichnet.

## Statistiken

Ergebnis des Cricket World Cups 2023:
Sieger
Finalist
Halbfinalteilnahme
In der Gruppenphase ausgeschieden
Keine Teilnahme

Während des Turniers wurden folgende Statistiken erzielt.
| ODIs               | ODIs       | ODIs    | ODIs    | ODIs    | ODIs    | ODIs    | ODIs    | ODIs    |
| Batting            | Batting    | Batting | Batting | Batting | Batting | Batting | Batting | Batting |
| Spieler            | Mannschaft | Spiele  | Innings | Runs    | Average | HS      | 100s    | 50s     |
| ------------------ | ---------- | ------- | ------- | ------- | ------- | ------- | ------- | ------- |
| Virat Kohli        | Indien     | 11      | 11      | 765     | 95,62   | 117     | 3       | 6       |
| Rohit Sharma       | Indien     | 11      | 10      | 597     | 54,27   | 131     | 1       | 3       |
| Quinton de Kock    | Südafrika  | 10      | 8       | 594     | 59,40   | 174     | 4       | 0       |
| Rachin Ravindra    | Neuseeland | 10      | 9       | 578     | 64,22   | 123*    | 3       | 2       |
| Daryl Mitchell     | Neuseeland | 10      | 11      | 552     | 69,00   | 134     | 2       | 2       |
| Bowling            |            |         |         |         |         |         |         |         |
| Spieler            | Mannschaft | Spiele  | Overs   | Wickets | Average | BBI     | 5W      | 10W     |
| Mohammed Shami     | Indien     | 7       | 48.5    | 24      | 10,70   | 7/57    | 3       | 0       |
| Adam Zampa         | Australien | 11      | 96.0    | 23      | 22,39   | 4/8     | 0       | 0       |
| Dilshan Madushanka | Sri Lanka  | 9       | 78.2    | 21      | 25,00   | 5/80    | 1       | 0       |
| Jasprit Bumrah     | Indien     | 11      | 91.5    | 20      | 18,65   | 4/39    | 0       | 0       |
| Gerald Coetzee     | Südafrika  | 8       | 63.3    | 20      | 19,80   | 4/44    | 0       | 0       |

## Organisation und Umfeld

### Eintrittskarten
Nachdem die Veröffentlichung des Turnierplans immer wieder verschoben wurde, begann der Ticketverkauf am 25. August 2023. Insgesamt gab es sieben Verkaufsphasen.

### Preisgelder
Insgesamt wurden, wie beim vorhergehenden Turnier, 10 Millionen US-Dollar als Preisgeld ausgeschüttet. Die Aufteilung war wie folgt:
| Erreichtes Ziel                             | Preisgeld (US-Dollar) |
| ------------------------------------------- | --------------------- |
| Gewinner                                    | 4.000.000 $           |
| Finalist                                    | 2.000.000 $           |
| Verlierer Halbfinale                        | 800.000 $             |
| Gewinn eines Vorrundenspiels                | 40.000 $              |
| Mannschaft, die in der Vorrunde ausscheidet | 100.000 $             |

### Übertragungsrechte
Der Weltverband gab die folgenden Übertragungsrechte bekannt:
| Ort                                       | Lizenznehmer             | TV-Übertragung         | Digital-Übertragung                  |
| ----------------------------------------- | ------------------------ | ---------------------- | ------------------------------------ |
| Afghanistan                               | Ariana TV                | Ariana TV, Ariana News | ariananews.af                        |
| Australien                                | Fox Sports               | Fox Cricket, Channel 9 | Foxtel GO, Foxtel Now, Kayo, NineNow |
| Bangladesch                               | Gazi TV                  | GTV, T Sports          | Rabbithole                           |
| Kanada                                    | Willow TV                | Willow TV              | Willow TV                            |
| Karibik                                   | ESPN Caribbean           | ESPN, ESPN2            | ESPN Play Caribbean                  |
| Zentral- und Südamerika, Mexiko           | ESPN                     |                        | ESPN+                                |
| Brasilien                                 | ESPN                     |                        |                                      |
| Europa (ohne UK & Irland) und Südostasien | Yupp TV                  |                        | Yupp TV                              |
| Hongkong                                  | PCCW                     | Astro Cricket          | Yupp TV                              |
| Indien                                    | Doordarshan, Star Sports | Star Sports            | Disney+ Hotstar                      |
| Nepal, Malediven, Bhutan                  | Star Sports              |                        | Yupp TV                              |
| Malaysia                                  | MEASAT                   | Astro Cricket          | Astro Go, Yupp TV                    |
| Arabische Welt                            | Etisalat                 | CricLife               | StarzPlay                            |
| Niederlande                               |                          |                        | NOS TV, Yupp TV                      |
| Neuseeland                                | Sky Sport                | Sky Sport              | skygo                                |
| Pazifische Inseln                         | Digicel                  |                        |                                      |
| Pakistan                                  | PTV, ARY                 | PTV Sports, A-Sports   | ptvflix, Daraz, Jazz, ARY ZAP        |
| Singapur                                  | StarHub                  | HubSports              | StarHub TV+                          |
| Sri Lanka                                 | Maharaja                 | TV1                    | sirasatv                             |
| Afrika                                    | SuperSport               | SuperSport             | SuperSport                           |
| Vereinigtes Königreich, Irland            | Sky Sports               | Sky Sports             | Sky Go                               |
| Vereinigte Staaten                        | ESPN+, Willow TV         | Willow TV              | ESPN+                                |

Als Kommentatoren verkündete der ICC am 29. September 2023 die folgenden zumeist ehemaligen Spieler:
| - Athar Ali Khan - Russel Arnold - Michael Atherton - Samuel Badree - Ian Bishop - Anjum Chopra - Simon Doull - Aaron Finch - Sunil Gavaskar | - Matthew Hayden - Nasser Hussain - Dinesh Karthik - Sanjay Manjrekar - Katey Martin - Mpumelelo Mbangwa - Eoin Morgan - Dirk Nannes | - Ramiz Raja - Shaun Pollock - Ricky Ponting - Ravi Shastri - Ian Smith - Lisa Sthalekar - Shane Watson - Waqar Younis |